# Список персонажей серии романов «Песнь льда и огня»
В серии романов Джорджа Мартина «Песнь льда и огня» появляется огромное количество персонажей. В романах главным образом переплетаются три основные сюжетные линии: династическая война за власть в Вестеросе между несколькими домами; растущая угроза со стороны сверхчеловеческих существ — Белых Ходоков из-за Стены; и стремление Дейенерис Таргариен, изгнанной наследницы предыдущей правящей династии, вернуть трон.
Каждая глава повествуется от третьего лица с точки зрения одного персонажа. Начиная с девяти таких персонажей (ПОВов — от английского POV, Point of View) в романе «Игра престолов» (1996), число вырастает до тридцати одного в «Танце с драконами» (2011).
Русскоязычные имена даны в соответствии с официальным переводом издательства АСТ.

## Дом Старков
Дом Старков — один из великих домов Семи Королевств и правящий дом Севера. Их родовым замком является Винтерфелл, одна из старейших крепостей в Семи Королевствах. На гербе Старков изображён серый лютоволк, бегущий по белому полю, а их девиз — «Зима близко». Бастарды, рождённые на Севере, получают фамилию «Сноу» (дословно «Снег»). Дом Старков был королями Севера за тысячи лет до того, как дом Таргариенов завоевал Вестерос, после чего Старки стали лордами Винтерфелла и Хранителями Севера. Благодаря чести и верности долгу дом Старков находится ближе всех благородных домов к героизму.
В течение романов Старки разделяются из-за Войны Пяти Королей, и судьба дома остаётся неопределённой, так как большинство персонажей считают (ошибочно), что все законные сыновья Неда Старка мертвы. Они основаны на Йорках.

### Эддард Старк
Эддард «Нед» Старк является лордом Винтерфелла и Хранителем Севера, который недолгое время был Десницей короля Роберта Баратеона. Он является ПОВом в «Игре престолов». Он основан на Ричарде Йоркском.
В телеадаптации HBO его роль исполнил Шон Бин в первом сезоне, Роберт Арамайо в шестом и седьмом сезонах (Эддард Старк в молодости) и Себастьян Крофт в шестом сезоне (Эддард Старк в юности).

### Кейтилин Талли
Кейтилин Старк из дома Талли является женой лорда Эддарда Старка, матерью Робба, Сансы, Арьи, Брана и Рикона Старков, а также дочерью лорда Хостера Талли из Риверрана и сестрой Лизы Аррен из Долины. Кейтлин является ПОВом в «Игре престолов», «Битве королей» и «Буре мечей».
В телеадаптации HBO её роль исполнила Мишель Фэйрли.

### Робб Старк
Робб Старк является старшим ребёнком Эддарда и Кейтилин Старк. Он основан на Эдуарде IV. Несмотря на то, что Робб не является ПОВом, он часто упоминается в «Игре престолов» и регулярно появляется в главах его матери Кейтилин во второй и третьей книге. Лютоволк Робба получил имя Серый Ветер. Как первый законнорождённый ребёнок Неда, он в возрасте пятнадцати лет был уже подготовлен к правлению Винтерфеллом после смерти своего отца. Он очень близок со своим сводным братом Джоном Сноу и воспитанником отца Теоном Грейджоем.
Когда его отец уезжает в Королевскую Гавань, чтобы стать Десницей короля Роберта Баратеона, он принимает на себя обязанности лорда Винтерфелла. После ареста отца за предполагаемую измену Робб собирает знамёна и идёт на Юг, чтобы его освободить. Чтобы обеспечить контроль над стратегически важным мостом, Робб соглашается жениться на одной из дочерей Уолдера Фрея. Он разбивает армию Ланнистеров во время осады Риверрана. Услышав о казни отца, Робба коронуют «Королём Севера», и он вторгается на Западные земли, контролируемые Тайвином Ланнистером. Во время этого рейда его серьёзно ранят и он влюбляется в Жиенну Вестерлинг, которая за ним ухаживала. Когда он женится на ней, дом Фреев покидает армию Робба. Робб затем возвращается в Близнецы для возобновления альянса, однако самого его, его мать, лютоволка и его армию убивают во время Красной Свадьбы. Робба лично закалывает прямо в сердце его знаменосец Русе Болтон.
В телеадаптации HBO его роль исполнил Ричард Мэдден.

### Санса Старк
Санса Старк — второй ребёнок и старшая дочь Эддарда и Кейтилин Старк. Она является ПОВом в «Игре престолов», «Битве королей», «Буре мечей», «Пире стервятников» и «Ветрах зимы». Санса описана как очень красивая и скромная девушка. Она основана на Анне Невилл.
В телеадаптации HBO её роль исполнила Софи Тёрнер.

### Арья Старк
Арья Старк — третий ребёнок и младшая дочь Эддарда и Кейтилин Старк. Она является единственным ПОВом, у которого есть главы во всех книгах цикла.
В телеадаптации HBO её роль исполнила Мэйси Уильямс.

### Бран Старк
Брандон «Бран» Старк — второй сын и четвёртый ребёнок Эддарда и Кейтилин Старк. Он является ПОВом в «Игре престолов», «Битве королей», «Буре мечей», «Танце с драконами» и «Ветрах зимы». В «Игре престолов» он видит королеву Серсею и её брата Джейме Ланнистера, совершающих инцест; Джейме толкает Брана из окна, чтобы скрыть эти отношения. Бран выживает, однако у него отнимаются ноги. Пока он находится в коме, Бран видит Трёхглазого ворона. Постепенно он развивает способность входить в сознание своего лютоволка Лето, что делает его варгом (оборотнем). После того, как старшего брата Робба коронуют Королём Севера, Бран становится наследником Робба и принцем, исполняющим обязанности лорда Винтерфелла. В «Битве королей» Жойен Рид учит Брана использовать его способность к телепатии и направляет его за Стену. В «Танце с драконами» Бран встречает Трёхглазого ворона, который оказывается древовидцем.
В телеадаптации HBO его роль исполнил Айзек Хэмпстед-Райт.

### Рикон Старк
Рикон Старк — самый младший ребёнок и третий сын Эддарда и Кейтилин Старк; в «Игре престолов» ему три года. Он от рождения агрессивный, волевой и жестокий; эти черты характера находят отражение в его лютоволке Лохматом Пёсике. Когда Теон Грейджой захватывает Винтерфелл в «Битве королей», Рикон прячется в криптах. После разграбления Винтерфелла он и одичалая Оша уходят на север, в «Танце с драконами» сообщается, что он находится на острове людоедов Скагосе.
В телеадаптации HBO его роль исполнил Арт Паркинсон.

### Джон Сноу
Джон Сноу является бастардом Эддарда Старка и служит ПОВом в «Игре престолов», «Битве королей», «Буре мечей», «Танце с драконами» и «Ветрах зимы». Он разделяет преданность отца чести и старается поступать правильно с моральной точки зрения и честно, даже когда вынужден действовать иначе. Он основан на Генрихе VII.
В телеадаптации HBO его роль исполнил Кит Харингтон.

### Бенджен Старк
Бенджен Старк — младший брат Неда Старка и служит Первым разведчиком в Ночном Дозоре. Он ненадолго появляется в начале «Игры престолов» в Винтерфелле, а потом в Чёрном Замке на Стене, куда он прибывает с побочным племянником Джоном Сноу. Он отправляется на задание за Стену, чтобы найти пропавших разведчиков, однако он и его люди тоже бесследно исчезают. Он считается погибшим.
В телеадаптации HBO его роль исполнил Джозеф Моул и Маттео Элези в шестом сезоне (Бенджен Старк в юности).

### Лианна Старк
Лианна Старк была младшей и единственной сестрой Неда Старка. Она была обещана Роберту Баратеону, однако до того, как они успели пожениться, её похитил наследник Железного трона Рейегар Таргариен. Это привело к кровавой гражданской войне, в результате которой дом Таргариенов пал. Нед попытался спасти Лианну, но нашёл её уже умирающей. Её последними словами стали «Обещай мне, Нед».
В телеадаптации HBO её роль исполнила Эшлинг Франчози и Корделия Хилл в шестом сезоне (Лианна Старк в юности).

### Теон Грейджой
Теон Грейджой является единственным выжившим сыном и наследником Бейлона Грейджоя. Он является ПОВом в «Битве королей», «Танце с драконами» и «Ветрах зимы». Он высокомерен, самоуверен и горд. За десять лет до событий первой книги он был взят в заложники Эддардом Старком и должен был быть убит, если Бейлон бы снова поднял восстание. Теон воспитывался в Винтерфелле с другими детьми Старков и стал близким другом Робба Старка в том числе. В «Игре престолов» он сражается на стороне Робба, когда тот поднимает Север. Он отправляется на Железные Острова в «Битве королей», чтобы устроить альянс Старков с Грейджоями, но Бейлон отклоняет предложение Робба. Теон решает предать Робба и захватить Винтерфелл. Из-за этого северяне дают ему прозвище «Перевёртыш». Его просьбы о помощи игнорируются его семьёй, и его захватывает Рамси Сноу. Ко времени событий «Танца с драконами» он подвергался пыткам, с него сдирали кожу, и он психологически сломлен; он прямо намекнул, что был кастрирован. Из-за травм Теон становится Вонючкой и почти забывает, кто он на самом деле. Когда Рамси обручается с фальшивой Арьей Старк, Теон узнаёт в девушке Джейни Пуль. При помощи Манса Теон помогает Джейни сбежать из Винтерфелла и добраться до армии Станниса Баратеона. В книге «Ветра зимы» вместе со своей сестрой Ашей находится в плену у Станниса Баратеона, который готовится к сражению с Болтонами.
В телеадаптации HBO его роль исполнил Альфи Аллен.

### Русе Болтон
Лорд Русе Болтон является вассалом лорда Эддарда Старка. Его фамильным замком является Дредфорт, а на его гербе изображён человек, с которого содрали кожу, что является данью древней традиции Болтонов — свежевание врагов. Он получил прозвище «Лорд-пиявка» из-за постоянного пускания крови пиявками для улучшения здоровья. Когда Робб Старк созывает знамёна в «Игре престолов», интеллект и осторожность Болтона помогают ему создать сильную Северную армию. Однако, когда череда неудач постигнет Робба Старка, Болтон решает, что Север потерян. Болтон ведёт тайные переговоры с Тайвином Ланнистером и Уолдером Фреем. В «Буре мечей» он и его люди играют важнейшую роль в бойне под названием Красная Свадьба, где Робб Старк, его мать и многие из вассалов Старков погибают. За это предательство Тайвин вручает Болтону Север, и он становится его Хранителем. Из-за того, что каждый благородный дом Севера потерял по крайней мере одного сына на Красной Свадьбе, возмущение северных лордов и простонародья против проводимой Болтоном политики жестокости и вероломства растёт. Когда Станнис вторгается на Север, закрепляясь на Стене, и позже выступает походом на Винтерфелл, большинство вассалов Болтона дают лорду мизерное число людей.
В телеадаптации HBO его роль исполнил Майкл Макэлхаттон.

### Рамси Болтон
Рамси Сноу является бастардом лорда Русе Болтона. Он известен как Болтонский бастард и Бастард из Дредфорта. Рамси порочен, имеет садистские наклонности, непредсказуем и бесстрашен. Он получает огромное удовольствие от мучения других и с энтузиазмом проводит практику сдирания кожи со своих врагов. Русе подозревает, что Рамси убил его законного наследника и полагает, что Рамси будет убивать всех будущих детей Русе. Он описан как урод с пятнами на коже и сухими тёмными волосами.
В то время как его отец принимает участие в войне в «Битве королей», Рамси насильно женится на леди Хорнвуд, чтобы получить её земли, а затем морит её голодом до смерти. Он ускользает от правосудия, поменявшись местами со своим слугой Вонючкой, которого убивают вместо него. После того как Теон Грейджой захватывает Винтерфелл, Рамси отпускают в обмен на обет служения Теону. Когда северяне идут, чтобы вернуть Винтерфелл, Рамси возвращается из Дредфорта с целой армией, громит северных лордов, сжигает Винтерфелл и берёт Теона в плен. После гибели Робба Старка в «Буре мечей» Рамси становится законным наследником Русе под именем Рамси Болтон. Железный трон награждает его браком с фальшивой Арьей Старк (Джейни Пуль), что позволяет ему претендовать на титул лорда Винтерфелла. Вскоре после этой свадьбы Манс устраивает Джейни и Теону побег. Джон Сноу получает письмо от Рамси о том, что он захватил Манса и убил Станниса Баратеона, который шёл осаждать Винтерфелл. В письме он требует вернуть Теона, Джейни, а также выдать несколько других приближённых Станниса в качестве пленников.
В телеадаптации HBO его роль исполнил Иван Реон. Сюжетная линия сериала имеет ощутимые различия с книжной. Женой Рамси становится Санса Старк, которая совершает побег с помощью Теона. Рамси избавляется от отца, мачехи и новорождённого брата, однако терпит поражение в битве с войсками Джона Сноу и пришедшей им на помощь армией Долины. Казнён Сансой.

### Ходор
Ходор является умственно отсталым конюхом в Винтерфелле. Его настоящее имя Уолдер, но он известен в народе как Ходор, потому что это единственное слово, которое он способен произнести. Его рост составляет более семи футов, и есть намёки, что он может быть потомком великанов. Он дружелюбный и обладает разумом ребёнка, однако в то же время вынослив и силён, хотя не хочет использовать это против других. После того, как Брана Старка искалечили в «Игре престолов», Ходор носит его в корзине на спине. Когда Винтерфелл разрушают, Ходор идёт на Север с Браном, Жойеном, Мирой, Риконом и Ошей.
В телеадаптации HBO персонаж был переименован в Уиллиса, чтобы избежать путаницы с Уолдером Фреем. Его роль исполнил Кристиан Нэрн.

### Оша
Оша — одичалая женщина, которая путешествует к югу от стены, чтобы защититься от Белых Ходоков. Она захвачена Старками в «Игре престолов» и отвезена в Винтерфелл. В конце концов она делает работу по дому и ей дают ограниченную свободу. Она становится близка к Брану Старку и часто даёт ему советы. Когда Теон Грейджой захватывает Винтерфелл, она помогает Брану и его брату Рикону бежать. Оша идёт с Риконом через Север, а в «Танце с драконами» выясняется, что они высадились на остров Скагос, который якобы населён людоедами.
В телеадаптации HBO её роль исполнила Наталия Тена.

### Джейни Пуль
Джейни Пуль приходится дочерью Вейону Пулю, стюарду Винтерфелла, и лучшей подругой Сансе Старк. У неё карие глаза и тёмные волосы и она описывается как очень красивая. После ареста Эддарда Старка в «Игре престолов», его приближённых и слуг убивают. Джейни переживает бойню и появляется в «Танце с драконами», когда Ланнистеры используют её в качестве замены младшей сестры Сансы, Арьи. Они отправляют её на Север, чтобы та вышла замуж за Рамси Болтона в Винтерфелле. Теон Грейджой догадывается, кто она на самом деле, однако не выдаёт этого Болтонам. Рамси Болтон мучает её, и даже заставляет совокупляться с его собаками.
Джон Сноу, единокровный брат Арьи, считает, что Джейни — это настоящая Арья, и отправляет Манса, чтобы спасти её. Манс и его женщины помогают Теону и Джейни сбежать. В книге «Ветра зимы» была отослана в Чёрный Замок Станнисом Баратеоном.
В первом сезоне телеадаптации HBO её роль исполнила неизвестная статистка.

### Жойен и Мира Рид
Жойен и Мира являются детьми знаменосца Старков, лорда Хоуленда Рида. Они впервые появляются в «Битве королей», когда отец посылает их, чтобы подтвердить присягу Старкам вместо отца, и поддержать детей Эддарда. Мира является отличной охотницей, которая предпочитает использовать для охоты небольшой сачок и трезубец. Жойену, когда он впервые появляется, тринадцать лет, но из-за своей серьёзности и зрелости, он кажется старше своих лет. В Винтерфелле Жойен догадывается, что Бран Старк является варгом и имеет возможность вселяться в разум животных и контролировать их действия, и помогает ему получить контроль над своими способностями. Когда Теон Грейджой захватывает Винтерфелл, Жойен и Мира сопровождают Брана в его побеге на Север. В конце «Бури мечей» они путешествуют за Стеной и Жойен становится очень слабым. В «Танце с драконами» Мира борется за выживание группы, однако будущее Жойена безрадостно.
В телеадаптации HBO роли Жойена и Миры Рид исполнили Томас Броди-Сангстер и Элли Кендрик

### Жиенна Вестерлинг
Жиенна Вестерлинг — дочь из семьи, присягнувшей дому Ланнистеров. Она встречает Робба Старка, когда тот был ранен в бою, и влюбляется в него. Робб женится на ней на следующий же день в попытке сохранить её честь, чем нарушает брачный контракт с Уолдером Фреем. После отбытия Робба в Близнецы, Жиенна остаётся в Риверране и не становится жертвой резни. После Красной Свадьбы она получает королевское помилование. В «Пире стервятников» она открыто носит траур по мужу и в последний раз появляется во время путешествия на Утёс Кастерли в качестве заложницы. Появляется в Прологе книги «Ветра зимы».
В 2011 году было объявлено, что Уна Чаплин исполнит роль Жиенны в телеадаптации HBO. Однако затем стало известно, что персонаж Жиенны был заменён персонажем Талисы Мейегир (сыгранной Чаплин), целительницы из Волантиса, чья история, кроме свадьбы с Роббом, была совершенно иной.

## Дом Таргариенов
Дом Таргариенов был правящим домом Семи Королевств на протяжении почти трёхсот лет, с королевским двором, располагающимся в Королевской Гавани. На их гербе изображён красный трёхголовый огнедышащий дракон на чёрном поле, а девизом является «Пламя и кровь».
Таргариены были родом из Валирии на континенте Эссос. Прежде чем Валирия была уничтожена, Таргариены обосновались на Драконьем Камне. Через века после Рока Валирии Эйегон Таргариен завоевал шесть из Семи Королевств с помощью своих драконов, а позже его потомки получили седьмое королевство с помощью династического брака. Драконы Таргариенов были последними известными живыми драконами, и как долгое время считалось, вымерли задолго до событий «Игры престолов». О представителях рода Таргариенов говорят, что они «от крови дракона»; как правило, они имеют серебристо-золотые или платиновые волосы и фиолетовые глаза, начиная от сиреневого цвета до фиолетового.
За пятнадцать лет до событий первой книги Таргариены были низложены в результате восстания Роберта Баратеона, а будучи ещё детьми, Визерис и Дейенерис бегут на Эссос. Они основаны на Норманах.

### Дейенерис Таргариен
Дейенерис Таргариен, называемая Матерью драконов, является дочерью короля Эйериса II Таргариена и одной из последних оставшихся в живых членов дома Таргариенов. Она является ПОВом в «Игре престолов», «Битве королей», «Буре мечей», «Танце с драконами» и «Ветрах зимы».
В телеадаптации HBO её роль исполнила Эмилия Кларк.

### Визерис Таргариен
Визерис Таргариен — второй сын Эйериса II Таргариена. За тринадцать лет до событий книжной серии он и его сестра Дейенерис бежали из Вестероса, чтобы избежать смерти от рук мятежников Роберта Баратеона. Визерис высокомерен, жесток и амбициозен; он подвержен резким перепадам настроения. В «Игре престолов» он продаёт свою сестру в жёны дотракийскому кхалу Дрого как средство сохранения верности людей Дрого, с помощью которых он надеялся вернуть трон Вестероса. Повздорив с Дрого, Визерис требует корону и угрожает Дейенерис и её неродившемуся ребёнку; Дрого убивает его, выливая горшок расплавленного золота на его голову.
В телеадаптации HBO его роль исполнил Гарри Ллойд.

### Рейегар Таргариен
Рейегар Таргариен был старшим сыном Эйериса II Таргариена. Задолго до событий «Игры престолов» Рейегар был наследником Железного трона; он был женат на Элии Мартелл и имел от неё дочь Рейенис и сына Эйегона. После победы в турнире в Харренхолле он короновал Королевой любви и красоты Лианну Старк, а не свою жену Элию. Позже он похитил Лианну. Взбешённый Роберт Баратеон поднял восстание, чтобы спасти её; в конечном итоге он убил Рейегара и сверг дом Таргариенов. Хотя Роберт очерняет Рейегара в «Игре престолов», многие персонажи выражают своё о нём восхищение. В честь него Дейенерис назвала своего сына Рейего и зелёного дракона Рейегаля.
В телеадаптации HBO его роль исполнил Уилф Сколдинг.

### Эйегон V Таргариен
Эйегона V Таргариена в юности называли Эгг, а позже именовали Эйегоном Невероятным, так как было очень мало шансов, что он унаследует трон Семи Королевств. В детстве его отец скрепя сердце разрешил ему служить оруженосцем странствующего рыцаря Дункана Высокого, в надежде, что уроки, извлечённые через смиренное служение и жёсткий опыт, помогут ему избежать недостатков своих королевских братьев. Впоследствии Малый совет избрал Эйегона V королём, обойдя стоящих перед ним в очереди наследования. Он погиб в пожаре в Летнем Замке, вместе с сиром Дунканом Высоким и сыном Дунканом Принцем Стрекоз. Его царствование длилось более двадцати пяти лет. Молодой Эйегон является одним из главных героев «Повестей о Дунке и Эгге».
В телеадаптации HBO Эйегон является отцом Эйериса Безумного Короля, а не дедом; кроме того в сериале его называют Эйегоном Недостойным, а не Эйегоном Невероятным.

### Эйерис II Таргариен
Эйерис Таргариен, также называемый Безумным Королём, правил Семью Королевствами в качестве последнего короля из дома Таргариенов. Его правление началось хорошо, однако со временем он медленно сходил с ума. У него было трое выживших детей: Рейегар, Визерис и Дейенерис. После того, как Рейегар похищает Лианну Старк, Эйерис казнит отца Неда Старка и его брата, а в Вестеросе начинается Восстание Роберта Баратеона. Когда Эйерис планировал сжечь Королевскую Гавань, чтобы не позволить Роберту захватить власть, он сам был убит одним из членов его Королевской гвардии, Джейме Ланнистером.
В телеадаптации HBO его роль исполнил Дэвид Ринтул.

### Эйегон VI Таргариен
Эйегон VI Таргариен является единственным сыном Рейегара Таргариена и Элии Мартелл. За пятнадцать лет до событий книг младенец Эйегон, его сестра Рейенис и их мать, как сообщается, были убиты Григором Клиганом. В «Танце с драконами» Варис утверждает, что подменил Эйегона на другого младенца и тайно вывез Эйегона из Королевской Гавани. В той же книге Эйегон и его армия высаживаются в Вестеросе, захватывают несколько крепостей и осаждают Штормовой Предел Баратеонов. В книге «Ветра зимы» Джону Коннингтону и Эйгону удалось захватить Штормовой Предел. Помимо этого Доран послал к нему свою дочь Арианну Мартелл, чтобы она удостоверилась в том, что Эйегон является сыном Рейгара и Элии.

### Джон Коннингтон
Лорд Джон Коннингтон является изгнанным лордом Гриффин-Руста и был близким другом Рейегара Таргариена. Джон является ПОВом в «Танце с драконами» и «Ветрах зимы». За пятнадцать лет до событий сериала король Эйерис II Таргариен сделал Джона своим Десницей, надеясь, что ему удастся подавить бунт Роберта Баратеона, однако он не смог сдержать Восстание Роберта Баратеона. Поэтому Эйерис лишил его земель и титулов и сослал его. Выжидав время в Эссосе, Джон и Эйегон в конце концов решают напасть на Вестерос, пока он втянут в гражданскую войну. На обратном пути Коннингтон заражается серой хворью. Отряд захватывает территории в Штормовых Землях, а также несколько крепостей, в том числе Гриффин-Руст. Эйегон планирует вести наступление на Штормовой Предел. В книге «Ветра зимы» Джону Коннингтону и Эйгону удалось захватить Штормовой Предел.

### Джорах Мормонт
Сир Джорах Мормонт является изгнанным лордом Медвежьего Острова на Севере, который он унаследовал после того, как его отец Джиор вступил в Ночной Дозор. После победы в рыцарском турнире Джораху было разрешено жениться на благородной девице, однако вскоре у него скопилось много долгов, так как он пытался обеспечить жене роскошную жизнь. Чтобы погасить долги, он продал браконьеров работорговцам, за что его сюзерен лорд Эддард Старк приговорил его к смертной казни. Джорах бежал в изгнание и был покинут женой на Эссосе. В конечном итоге он присоединяется к кхаласару дотракийцев во главе с Дрого. В обмен на помилование Джорах соглашается шпионить за Дейнерис для короля Роберта, но в то же время служит её главным советником, однако Барристан Селми разоблачает его. Дейенерис тогда изгоняет его ещё раз. Джорах в конце концов захватывает беглеца Тириона Ланнистера в надежде на прощение Дейенерис, однако их корабль захватывают, а их самих продают в рабство. После побега он и Тирион делают попытку помочь Дейенерис победить в войне в Миэрине. В книге «Ветра зимы» он вместе с Тирионом Ланнистером состоит в рядах миэринских наёмников, которые пытаются перейти на сторону войск Дейенерис Таргариен.
В телеадаптации HBO его роль исполнил Иэн Глен.

### Бринден Риверс
Бринден Риверс, более известный как Кровавый Ворон, является бастардом Таргариенов. Он является одним из всего нескольких персонажей, которые появляются как в «Песне Льда и Огня», так и в «Повестях о Дунке и Эгге». Он представляет собой альбиноса с белой кожей, длинными белыми волосами и красными глазами. У него есть красное родимое пятно на левой щеке в форме ворона, что и послужило причиной его прозвища.
Кровавый Ворон остался верен короне во время Восстания Чёрного Пламени, однако был брошен в темницу из-за приказа о казни Эйениса, сына Дейемона. Он был избран Лордом-командующим Ночного Дозора и служил в этом качестве в течение многих лет, прежде чем исчезнуть за Стеной. В «Танце с драконами» он начинает обучать Брана Старка древовидению.
В телеадаптации HBO его роль исполнил Струан Роджер в четвёртом сезоне и Макс фон Сюдов в шестом сезоне.

### Миссандея
Миссандея является рабыней-переводчиком для Кразниса мо Наклоза, когда Дейенерис Таргариен приходит осматривать Безупречных в Астапоре. После того, как Дейенерис Бурерождённая заключает сделку с Добрыми господами Астапора, Кразнис дарит Миссандею Дейнерис, чтобы она могла переводить её команды Безупречным.
В телеадаптации HBO её роль исполнила Натали Эммануэль.

### Даарио Нахарис
Даарио Нахарис является одним из капитанов отряда наёмников Воронов-Буревестников, которых нанимают, чтобы защитить Юнкай от Дейенерис Таргариен. Однако Даарио убивает двух других капитанов и приносит клятву верности Дейенерис. Они становятся любовниками. Позже его передают Юнкаю в качестве заложника, как гарант добрых намерений Дейенерис. Когда Дейенерис улетает на Дрогоне, Юнкай отказывается освободить заложников до тех пор, пока два других дракона не будут уничтожены.
В телеадаптации HBO его роль исполнил Эд Скрейн в третьем сезоне, а в четвёртом, пятом и шестом сезонах — Михиль Хаусман.

### Серый Червь
Серый Червь — один из Безупречных, купленных Дейенерис Таргариен, принявший командование своими соратниками. Он становится главнокомандующим Безупречных Дейенерис и одним из её доверенных советников. После того как Дейенерис улетает на Дрогоне, Гиздар зо Лорак пытается управлять Безупречными, однако Серый Червь и его люди отказываются повиноваться ему. Тем не менее, когда сир Барристан Селми просит помощь у Серого Червя в захвате контроля над Миэрином, Серый Червь соглашается оказать эту помощь. Серый Червь становится членом правящего совета Миэрина в отсутствие Дейенерис. В книге «Ветра зимы» командует Безупречными во время Битвы под Миэрином.
В телеадаптации HBO его роль исполнил Джейкоб Андерсон.

## Дом Арренов
Дом Арренов является одним из великих домов Семи Королевств и правителями Долины. Аррены происходят от Королей Горы и Долины. Их родовой замок называется Орлиное Гнездо, который расположен на вершине горы и считается неприступным. Их герб отображает белую луну и сокола на небесно-синем поле, а их девиз — «Высокий как честь». Бастарды Долины носят фамилию «Стоун» (дословно «Камень»).
Джон Аррен был главой дома до тех пор, пока не был отравлен незадолго до событий «Игры престолов». Его единственный сын Роберт Аррен, становится лордом Орлиного Гнезда, а его мать Лиза Талли — регентом.

### Джон Аррен
Джон Аррен был лордом Орлиного Гнезда, Защитником Долины, Хранителем Востока и Десницей Роберта Баратеона до событий «Игры престолов». Он взял Роберта и Эддарда Старка в качестве воспитанников и стал вторым отцом для них обоих. Когда король Эйерис II Таргариен велел ему передать подопечных ему, Джон, зная, что это обречёт мальчиков на смерть, вместо этого поднял восстание. Чтобы заручиться поддержкой дома Талли в мятеже, Джон женился на Лизе Талли, которая была намного младше него. Во время царствования Роберта Джон взял на себя большую часть ответственности за Семь Королевств. Когда у Станниса Баратеона возникли сомнения об отцовстве детей королевы Серсеи Ланнистер, он сообщил о своих подозрениях Джону, который подтвердил, что отцом детей Серсеи является не Роберт, а её брат Джейме. Прежде, чем он успел обнародовать это, Лиза отравила его, чтобы не дать ему отправить их сына Роберта Аррена на воспитание к Станнису.
В телеадаптации HBO его роль исполнил Джон Стэндинг.

### Лиза Аррен
Лиза Аррен является вторым ребёнком и младшей дочерью лорда Хостера Талли. Влюблённая в Петира Бейлиша, Лиза возмущалась тем, что Петир, в свою очередь, любит её старшую сестру Кейтилин. До событий книжной серии, когда Бейлиш был ещё воспитанником её отца, Лиза соблазнила Петира после того, как Кейтилин его отвергла. Узнав об этом, Хостер отослал Бейлиша домой, заставил Лизу избавиться от ребёнка, и, используя её беременность как доказательство плодородия, выдал её замуж за бездетного Джона Аррена. Лиза стала проявлять признаки паранойи и неустойчивого психологического состояния.
Незадолго до событий «Игры престолов» Бейлиш убеждает Лизу отравить мужа и написать письмо Кейтилин, обвинив дом Ланнистеров в данном деянии. Опасаясь за себя и сына, Лиза возвращается в Орлиное Гнездо и становится регентом Долины. В Орлином Гнезде Лиза отказывает дому Старков в помощи и строго придерживается политике нейтралитета в войне. В «Буре мечей» Лиза принимает предложение руки и сердца от Бейлиша. После того как она видит, как Бейлиш целует Сансу Старк, Лиза пытается выбросить её в Лунную Дверь, однако Бейлиш спасает Сансу, убивая Лизу.
В телеадаптации HBO её роль исполнила Кейт Дики.

### Роберт Аррен
Роберт Аррен, иногда называемый Зябликом, является единственным ребёнком Джона Аррена и Лизы Талли. Он страдает от частых приступов, которые именуют «трясучкой», из-за чего он интеллектуально и физически истощён. В начале книжной серии он является лордом Орлиного Гнезда и Защитником Долины, хотя за него правит его мать Лиза в качестве регента.
После того, как в «Буре мечей» Лиза вступает в брак с Петиром Бейлишем, и вскоре погибает, Бейлиш удерживает управление Долиной и опекает Роберта. В отсутствие его матери он становится привязан к своей кузине Сансе Старк, хотя знает её под именем Алейны Стоун. В книге «Ветра зимы» сообщил Сансе, что хочет на ней жениться.
В телеадаптации HBO персонаж был переименован в Робина Аррена, чтобы избежать путаницы с Робертом Баратеоном. Его роль исполнил Лино Фасиоль.

### Джон Ройс
Джон Ройс (иногда называемый Бронзовый Джон) является лордом Рунного Камня и главой дома Ройсов. После смерти Лизы Аррен лорд Джон, собрав других лордов Долины, требует смещения Петира Бейлиша.
В телеадаптации HBO его роль исполнил Руперт Ванситтарт.

## Дом Ланнистеров
Дом Ланнистеров является одним из великих домов Семи Королевств и правящим домом Запада. Их резиденция находится в Утёсе Кастерли (варианты перевода: Бобровый Утёс, Кастерли-Рок), а на гербе изображён геральдический золотой лев на алом поле; их девизом являются слова «Услышь мой рёв!». Однако более известным, чем их официальный девиз, является фраза «Ланнистеры всегда платят свои долги». Ланнистеры правили как Короли Скалы до тех пор, пока дом Таргариенов не вторгся в Вестерос. Они остаются самой богатой семьёй в Семи Королевствах из-за золотых рудников, расположенных на их землях. Они основаны на Ланкастерах.

### Тайвин Ланнистер
Тайвин Ланнистер является лордом Утёса Кастерли, Щитом Ланниспорта и Хранителем Запада. Он расчётливый, жестокий и властный мужчина. В юности он видел, как его отец старился и становился «слабым», что привело к восстанию дворян против Ланнистеров. Испытывая отвращение к бездействию отца, Тайвин Ланнистер лично возглавил войско и истребил непокорных вассалов целыми семьями, выставляя их тела на всеобщее обозрение в Бобровом Утёсе. Эйерис II Таргариен был впечатлён его решительными действиями в усмирении мятежа и сделал Тайвина Десницей короля. Несмотря на свою беспощадность, Тайвин показал себя способным руководителем и его пребывание на этом посту ознаменовалось миром и процветанием.
В итоге он женился на своей двоюродной сестре Джоанне. Когда она умерла, рожая их второго сына, карлика Тириона, он был опустошён и, как говорили в народе, «лучшая часть Тайвина умерла вместе с ней». Он никогда не женился во второй раз. Тайвин любит своих детей-близнецов Серсею и Джейме, но презирает Тириона за то, что тот косвенно виновен в смерти Джоанны. Когда Тайвин узнал, что юный Тирион сбежал с крестьянской дочкой Тишей и женился на ней, он впал в холодную ярость, полагая, что Ланнистер никогда не должен опускаться так низко. Он аннулировал брак Тириона, сказав ему, что весь роман был подстроен Джейме, чтобы тот наконец потерял девственность, и что его «любимая» никто иная, как проститутка. Затем Тайвин отдал девушку на изнасилование всему гарнизону Утёса Кастерли.
Во время Восстания Роберта Баратеона Тайвин оставался нейтральным до тех пор, пока Роберт не выиграл войну. Затем он захватил Королевскую Гавань предательством и приказал убить королевскую семью до того, как Нед Старк успел захватить город. В «Игре престолов» он рассматривает похищение Тириона как акт против его семьи и отправляет Григора Клигана грабить Речные земли. Затем он проводит бо́льшую часть своего времени в борьбе с домом Старков в последующей войне. После смерти короля Роберта Баратеона его назначают Десницей короля внука Джоффри Баратеона. Услышав, что мятежник Станнис Баратеон атакует Королевскую Гавань, он прибывает вовремя, чтобы успеть его разбить. Он организует свадьбу Джоффри и Маргери Тирелл, чтобы закрепить союз между Ланнистерами и Тиреллами, а затем приказывает Тириону жениться на Сансе Старк, чтобы потребовать Винтерфелл. Тайвин также является одним из главных организаторов резни на свадьбе Эдмура Талли, на которой убивают Робба Старка и бо́льшую часть его армии. Тем самым он завершает войну. Когда Тириона обвиняют в отравлении Джоффри, Тайвин председательствует на суде сына. По результатам суда поединком Тириона признают виновным и приговаривают к смертной казни. Тем не менее Тирион сбегает с помощью Джейме и Вариса и убивает Тайвина в сортире, узнав о том, что тот солгал насчёт его первой любви Тиши. Он основан на Ричарде Невилле.
В телеадаптации HBO его роль исполнил Чарльз Дэнс.

### Серсея Ланнистер
Серсея Ланнистер из дома Ланнистеров является старшим ребёнком и единственной дочерью Тайвина Ланнистера, а также сестрой-близнецом Джейме. Она является ПОВом в «Пире стервятников», «Танце с драконами» и «Ветрах зимы». Она основана на Маргарите Анжуйской.
В телеадаптации HBO её роль исполнила Лина Хиди и Нелл Уильямс в пятом сезоне (Серсея Ланнистер в детстве). 

### Джейме Ланнистер
Джейме Ланнистер является братом-близнецом Серсеи и старшим сыном Тайвина Ланнистера. Он служит ПОВом в «Буре мечей», «Пире стервятников», «Танце с драконами» и «Ветрах зимы». Джейме поддерживает инцестуальные отношения с Серсеей с детства. В отличие от отца и сестры, Джейме относится к своему брату-карлику Тириону Ланнистеру с уважением и добротой. Он был посвящён в рыцари в юности и бо́льшую часть своей жизни провёл в битвах. Чтобы быть ближе к Серсее, он присоединился к Королевской Гвардии. Когда Эйерис планировал сжечь весь город вместо того, чтобы сдаться, Джейме убил короля, получив за это прозвище Цареубийца. Потеря своей рабочей руки меняет Джейме, и он переосмысливает свою жизнь, так как больше не является смертоносным фехтовальщиком; он начинает ощущать латентное чувство вины из-за убийства Эйериса и эффект этого на его репутацию. К концу «Танца с драконами» Джейме стремится восстановить порядок во имя короля, найти Сансу Старк и дистанцироваться от Серсеи. Он основан на Готфриде Берлихингене, Жане V д’Арманьяке и Чезаре Борджиа.
В телеадаптации HBO его роль исполнил Николай Костер-Вальдау.

### Джоффри Баратеон
Джоффри является старшим сыном королевы Серсеи Ланнистер. Хотя он носит фамилию Баратеон, Джоффри на самом деле является плодом инцеста между Серсеей и Джейме Ланнистером, однако не знает своего истинного происхождения. Он описывается как волевой ребёнок с порочным нравом и любовью к садизму. Во время событий «Игры престолов» Джоффри обручают с Сансой Старк, он регулярно издевается над ней и помыкает. После смерти Роберта Джоффри коронуют и он приказывает казнить Неда Старка, что даёт начало Войне пяти королей. В «Битве королей» Джоффри совершает разные злодеяния, среди которых частые приказы гвардейцам избивать Сансу. Когда Станнис Баратеон атакует Королевскую Гавань, Джоффри избегает тяжёлых боёв, прячась в крепости, в то время как его дядя Тирион Ланнистер руководит обороной города. Король разрывает свою помолвку с Сансой ради женитьбы на Маргери Тирелл с целью привязать к Железному трону богатый и влиятельный дом Тиреллов, однако в «Буре мечей» Оленна Тирелл травит его на свадебном пиру. Он основан на Эдуарде Ланкастерском.
Джордж Мартин описал Джоффри похожим на «пять или шесть человек, с которыми я ходил в школу… классический хулиган… невероятно испорчен».
В телеадаптации HBO его роль исполнил Джек Глисон.

### Мирцелла Баратеон
Принцесса Мирцелла Баратеон является вторым ребёнком и единственной дочерью королевы Серсеи Ланнистер. Как и её братья, она также была зачата Серсеей от собственного брата Джейме Ланнистера, о чём Мирцелла не догадывается. Она описывается как нежная, красивая и вежливая девочка, унаследовавшая красоту матери, но не её жестокий характер. Чтобы убедиться, что дом Мартеллов будет поддерживать Джоффри, Мирцеллу обручают с принцем Тристаном Мартеллом и отправляют в Дорн в «Битве королей», чтобы они поженились, когда войдут в брачный возраст. После смерти Джоффри в «Буре мечей» принцесса Арианна Мартелл похищает Мирцеллу, чтобы короновать её королевой Вестероса. План проваливается, а Мирцеллу серьёзно ранят. Она выживает, однако теряет ухо и получает ужасные шрамы.
В телеадаптации HBO её роль исполнила Эйми Ричардсон в первом и втором сезонах, а в пятом и шестом сезонах — Нелл Тайгер Фри.

### Томмен Баратеон
Принц Томмен Баратеон является младшим братом принца Джоффри и принцессы Мирцеллы, и, соответственно, вторым в очереди на престол после Джоффри. Настоящим отцом Томмена, как и остальных детей Серсеи, является Джейме Ланнистер, хотя он не знает этого и считает Роберта Баратеона своим отцом. Томмен описывается как пухлый, милый и безвольный ребёнок. Он любит своих котят и добр сердцем.
После смерти короля Джоффри в «Буре мечей» Томмена коронуют и он женится на молодой вдове брата Маргери Тирелл. Томмен очень послушный ребёнок и, как следствие, делает всё, что его просят. Таким образом, Серсея использует его, чтобы править, а Маргери манипулирует им, чтобы противостоять его матери.
В телеадаптации HBO его роль исполнил Каллум Уорри в первом и втором сезонах, а в четвёртом, пятом и шестом сезонах — Дин-Чарльз Чэпмен.

### Тирион Ланнистер
Тирион Ланнистер является младшим братом Серсеи и Джейме и выдающимся ПОВом в «Игре престолов», «Битве королей», «Буре мечей», «Танце с драконами» и «Ветрах зимы».
Он основан на Ричарде III.
В телеадаптации HBO его роль исполнил Питер Динклэйдж.

### Киван Ланнистер
Сир Киван Ланнистер является младшим братом Тайвина Ланнистера и самым доверенным его капитаном, известным своей надёжностью и лояльностью. Он служит ПОВом в эпилоге «Танца с драконами». Он отлично выполняет поручения Тайвина и смирился с жизнью в тени брата. В «Буре мечей» его назначают Мастером над законами своего внучатого племянника Джоффри Баратеона, а после смерти Тайвина он отказывается от должности Десницы, так как не хочет служить Серсее. После того, как Серсею заключают под стражу, Малый совет назначает его лордом-регентом короля Томмена Баратеона, и он пытается решить проблемы, созданные Серсеей. Из-за того, что его усилия по стабилизации ситуации в королевстве угрожают планам Эйегона Таргариена занять трон, Варис убивает Кивана.
В телеадаптации HBO его роль исполнил Иэн Гелдер.

### Лансель Ланнистер
Лансель Ланнистер является старшим сыном Кивана Ланнистера и служит оруженосцем короля Роберта Баратеона в Королевской Гавани в «Игре престолов». Он помогает сестре Джейме, королеве Серсее, убить Роберта. В «Битве королей» Серсея посвящает его в рыцари за помощь в убийстве Роберта. После того, как Серсея берёт его в качестве любовника, Тирион узнаёт об интрижке и шантажирует Ланселя, заставляя его шпионить за сестрой. Во время атаки на Королевскую Гавань Лансель охраняет сына Серсеи короля Джоффри Баратеона и получает серьёзное ранение в боях. Во время лечения от ран в «Буре мечей» он испытывает духовное пробуждение и проводит бо́льшую часть своего времени, искупая грехи. Когда восстанавливают Святое Воинство, он отказывается от своей жены и земель и присоединяется к ордену.
В телеадаптации HBO его роль исполнил Юджин Саймон.

### Бронн
Бронн является квалифицированным наёмником низкого рождения. Он описывается как прагматичный человек с сардоническим чувством юмора и аморальной философией. Он помогает Кейтилин Старк отвезти Тириона в Орлиное Гнездо, где заводит с ним дружбу. Бронн предлагает быть чемпионом Тириона в испытании поединком и побеждает. Он сопровождает Тириона в столицу, где становится капитаном его гвардии. После нападения Станниса Баратеона на город его посвящают в рыцари за заслуги в обороне столицы. В «Буре мечей» Тирион обвиняется в убийстве короля Джоффри Баратеона и просит Бронна быть его чемпионом в поединке против Григора Клигана. Тем не менее Бронн отказывается и вместо этого принимает предложение Серсеи жениться на умственно отсталой Лоллис из богатого дома Стоквортов.
В телеадаптации HBO его роль исполнил Джером Флинн.

### Григор Клиган
Сир Григор Клиган, известный как Скачущая Гора (или просто Гора), является старшим братом Сандора Клигана и вассалом Тайвина Ланнистера. Его огромный рост и размер делают его грозным воином, который заработал репутацию за особую жестокость. В детстве он сунул своего брата Сандора лицом в жаровню, что оставило ужасные шрамы. В течение своей службы дому Ланнистеров он совершил многочисленные военные преступления, однако наиболее позорным является изнасилование и убийство королевской семьи Таргариенов. В «Игре престолов» Тайвин Ланнистер посылает его в рейд в Речные земли в отместку за похищение Тириона Кейтилин Старк. Берик Дондаррион отправляется арестовать Григора, однако Григор устраивает ему засаду и убивает его. Он и его люди продолжают грабить и убивать в Речных землях в «Битве королей». Когда Тирион Ланнистер требует суда поединком, его обвинитель Серсея Ланнистер выбирает Григора своим чемпионом. Брат убитой принцессы Элии Мартелл Оберин вызывается быть чемпионом Тириона. Оберин ранит Григора отравленным копьём, но Гора в конечном итоге выходит победителем. Григор признаётся, что это он убил Элию и её детей перед тем, как размозжить голову Оберина. Его тело отдают Квиберну на эксперименты, а позже объявляют мёртвым.
В телеадаптации HBO его роль исполнил Конан Стивенс в первом сезоне, Иэн Уайт во втором сезоне и Хафтор Бьёрнссон начиная с четвёртого сезона.

### Сандор Клиган
Сандор Клиган, известный как Пёс, является вассалом дома Ланнистеров и младшим братом Григора Клигана. Он считается одним из самых опасных и опытных бойцов Вестероса. Его лицо отличается ужасными шрамами от ожогов, которые он получил в детстве, когда его брат толкнул его вниз головой в жаровню. Как результат он панически боится огня и ненавидит своего брата. Он также потешается над рыцарскими обетами, так как его брат — рыцарь. Он описывается, как измученный человек, движимый гневом и ненавистью, стремящийся убить брата. В «Игре престолов» он фигурирует как слуга и телохранитель принца Джоффри Баратеона. Его назначают рыцарем Королевской гвардии Джоффри в «Битве королей» и часто поручают охранять Сансу, и он часто пытается защитить её от ярости Джоффри. Он бежит из Королевской Гавани во время битвы на Черноводной из-за повсеместного использования дикого огня, вымышленного вещества, похожего на греческий огонь.
В «Буре мечей» он попадает в плен к Братству без знамён, которое приговаривает его к испытанию поединком. Сандор одерживает победу и его отпускают. Позже он похищает Арью, чтобы отдать её Роббу Старку за выкуп, и надеется получить место в гвардии Робба. Он везёт её в Близнецы, где Робб присутствует на свадьбе. Однако, как только они прибывают, Фреи устраивают бойню. Сандор и Арья бегут. Они сталкиваются с тремя людьми Григора в трактире, и Сандора тяжело ранят в завязавшейся драке. Арья покидает его умирающего.
В телеадаптации HBO его роль исполнил Рори Макканн.

### Подрик Пейн
Подрик Пейн, Под для краткости, является оруженосцем Тириона Ланнистера в конце «Игры престолов». Несмотря на то, что он болезненно робкий и неуверенный в себе, он доказывает, что является верным и способным оруженосцем. В «Битве королей» он спасает Тириона от покушения. Он продолжает выполнять свои обязанности в «Буре мечей» до тех пор, пока Тирион не исчезает в «Пире стервятников». Он следует за Бриенной Тарт, зная, что та ищет жену Тириона Сансу Старк. Он становится оруженосцем Бриенны и служит ей так же преданно, как до этого служил Тириону. Он и Бриенна попадают в плен к Братству без знамён, и Подрика приговаривают к повешению за служение Тириону. Его дальнейшая судьба неизвестна.
В телеадаптации HBO его роль исполнил Дэниел Портман.

## Дом Баратеонов
Дом Баратеонов — самый младший из великих домов Семи Королевств и правящий дом Штормовых земель. Он был основан бастардом, братом первого короля из дома Таргариенов Орисом Баратеоном. Родовым замком дома Баратеонов является Штормовой предел, которым управляет Ренли; резиденция королевской ветви дома располагается в Королевской Гавани, на Драконьем Камне распоряжается Станнис Баратеон. На гербе Баратеонов изображён коронованный чёрный олень на золотом поле; венец символизировал родство Баратеонов с домом Дюррандонов, древних Королей Шторма. Девиз — «Нам ярость». Бастарды, рождённые в Штормовых землях, как правило, имеют фамилию «Шторм».

### Роберт Баратеон
В начале «Игры престолов» Роберт Баратеон — король Семи Королевств. Он находился под опекой Джона Аррена и воспитывался до шестнадцати лет в Орлином гнезде вместе с Эддардом Старком.
За пятнадцать лет до начала событий серии романов Роберт был обручён с младшей сестрой Неда Лианной; Рейгар Таргариен похитил Лианну и изнасиловал. Лианна умерла, а Роберт убил похитителя и захватил трон. Затем он женился на Серсее Ланнистер, чтобы обеспечить союз с домом Ланнистеров, однако сохранил чувства к Лианне. Скорбя, он искал утешения в объятиях женщин лёгкого поведения на глазах собственной жены. Серсея в свою очередь состояла в отношениях с братом и родила от него 3 детей, выдавая их за детей Роберта.
Роберт уделял мало времени правлению — был больше заинтересован в пирах, выпивке и турнирах, опустошая королевскую казну. Он растратил королевскую казну, оставив корону в долгах Железному банку. После того, как он пьяный погибает на охоте, в королевстве начинается кровавая война между великими домами за власть.
Он основан на Генрихе VIII.
В телеадаптации HBO его роль исполнил Марк Эдди.

### Станнис Баратеон
Станнис Баратеон является младшим братом короля Роберта и старшим братом Ренли. Он изображается как задумчивый мужчина без чувства юмора, но с суровым чувством справедливости, у которого есть обиды. Станнис считается опытным и осторожным военачальником.
Станнис женат на леди Селисе из дома Флорентов и имеет дочь Ширен. За пятнадцать лет до событий первой книги Станнис сражался рядом со старшим братом, восставшим против дома Таргариенов. Он пережил год осады в Штормовом пределе и чуть не умер там с голода. Выжил Станнис благодаря контрабандисту Давосу Сиворту, доставившему осаждённым достаточно провизии, чтобы продержаться до снятия блокады Недом Старком. После того, как осада была снята, Роберт приказал Станнису штурмовать Драконий камень, который затем достался ему в качестве награды. В то же время Ренли получил Штормовой предел Баратеонов. Станнис также сыграл важную роль в подавлении восстания Грейджоя, победив его Железный флот.
Незадолго до событий «Игры престолов» Станнис и Джон Аррен узнали, что королева Серсея Ланнистер родила детей не от Роберта, а от Джейме. После того, как Джон Аррен был отравлен, Станнис бежал из столицы на Драконий камень и обрёл доверенную советницу — Мелисандру из Асшая, жрицу Р’Глора. Мелисандра убеждает Станниса, что он возрождённый Азор Ахай, легендарный воин, который положит конец войне между Р’Глором и его врагом Великим иным. После смерти Роберта Станнис объявляет себя королём; впрочем, большинство знаменосцев Баратеонов поддерживают притязания на трон его младшего и более харизматичного брата Ренли. Когда Станнис убивает Ренли, многие из знаменосцев Ренли немедленно присягают Станнису, который затем атакует Королевскую гавань, но терпит поражение и теряет большую часть своих кораблей и людей.
В «Буре мечей» Станнис отступает на Драконий камень с остатками своей армии. Давос, его десница, уговаривает его прийти на помощь Ночному дозору, подвергшемуся нападению армии одичалых. Станнис берёт бо́льшую часть того, что осталось от его армии, и отправляется на Север, где с малыми потерями отбивает атаку одичалых. В «Танце с драконами» Станнис остаётся на Стене и договаривается с одичалыми, давая им убежище от Белых ходоков и вихтов и позволяя им селиться в северных регионах Вестероса. Чтобы сплотить Север, Станнис перетягивает некоторых из знаменосцев Робба Старка на свою сторону и идёт на Винтерфелл, чтобы противостоять Болтонам, однако обильные снегопады преграждают ему путь. Его вторжение буксует в снежной буре, его дальнейшая судьба неизвестна.
В письме Рамси Болтона, которое он послал Джону Сноу на Стену, он утверждает, что Станнис разбит и убит Болтонами, однако на самом деле на тот момент Станнис остаётся в живых (что подтвердил сам Джордж Мартин). В книге «Ветра зимы» Станнис Баратеон узнаёт о предательстве Карстарков и берёт Арнольфа Карстарка в плен. Станнис готовится к сражению за Винтерфелл против Болтонов.
В телеадаптации HBO его роль исполнил Стивен Диллэйн.

### Селиса Баратеон
Селиса Баратеон из дома Флорентов является женой Станниса. Она описывается как довольно непривлекательная женщина с чрезвычайно выдающимися ушами и намёком на усы над её верхней губой. У Селисы холодные отношения с мужем Станнисом. Она является первой из её семьи, которая поверила в Р’Глора, бога Мелисандры.
В телеадаптации HBO её роль исполнила Тара Фицджеральд.

### Ширен Баратеон
Ширен Баратеон является единственным выжившим ребёнком Станниса и его жены Селисы Флорент. В детстве она заразилась серой хворью, однако болезнь удалось вылечить, хотя щека и часть шеи девочки навсегда окаменели и приобрели серый цвет.
В телеадаптации HBO её роль исполнила Керри Инграм.

### Мелисандра
Мелисандра из Асшая является жрицей Р’Глора; она служит Станнису Баратеону. Она впервые появляется в «Битве королей» и является ПОВом в «Танце с драконами» и «Ветрах зимы». Она описывается как красивая женщина с красными глазами, всегда одетая в красные одежды, которая редко спит и ест. Она обладает магическими способностями и имеет пророческие видения. К событиям «Битвы королей» Мелисандра уже успела обратить жену Станниса королеву Селису в свою религию, и убеждает Станниса, что он является возрождённым Азором Ахаем, ключевой фигурой её религии. Она обращает многих людей Станниса в веру в Р’Глора и отталкивает тех, кому не доверяет, например, Давоса Сиворта. В «Буре мечей» она идёт на Север со Станнисом. Остаётся на Стене в «Танце с драконами». Она питает особый интерес к Джону Сноу.
В телеадаптации HBO её роль исполнила Кэрис ван Хаутен.

### Давос Сиворт
Сир Давос Сиворт, которого часто называют Луковым рыцарем, является основателем дома Сивортов; ранее он был известен как неуловимый контрабандист. Он впервые появляется в «Битве королей» и служит ПОВом в «Битве королей», «Буре мечей», «Танце с драконами» и «Ветрах зимы». Во время осады Штормового предела Тиреллами во время Восстания Роберта Баратеона Давос контрабандой провёз лук голодающему Станнису Баратеону, чем заслужил рыцарское звание и земли. Прежде чем произвести его в рыцари, Станнис отнял по одной фаланге четырёх пальцев правой руки Давоса в наказание за годы контрабанды.
В «Битве королей» он поддерживает притязания Станниса на трон, а Станнис делает его наиболее доверенным советником, хотя Давос является атеистом и противостоит Мелисандре. Во время битвы на Черноводной его корабль тонет, но Давос выживает, потеряв четверых сыновей. Он винит Мелисандру за гибель сыновей и планирует убить её, однако его сажают в темницу. В конечном счёте Станнис прощает Давоса и назначает его своей десницей. В этой должности Давос уговаривает Станниса помочь Дозору в битве против армии одичалых.
После того, как Станнис отплывает к Стене, он посылает Давоса заручиться поддержкой дома Мандерли, но Давоса берут в плен. После огласовки фальшивой смерти Давоса, Мандерли просит Давоса отправится на Скагос (только намекается) и спасти Рикона Старка. Его дальнейшая судьба неизвестна.
В телеадаптации HBO его роль исполнил Лиам Каннингем.

### Ренли Баратеон
Ренли Баратеон является младшим из братьев Баратеонов и лордом Штормового Предела. Он описан как красивый и харизматичный молодой мужчина, который легко заводит друзей. Ренли состоит в совете Роберта как Мастер над Законами. После того, как умирает Роберт, Ренли объявляет себя королём Семи Королевств в «Битве королей», и женится на Маргери Тирелл, тем самым скрепив союз с домом Тиреллов. Прежде, чем он начал марш на столицу, он был убит своим братом Станнисом.
В телеадаптации HBO его роль исполнил Гетин Энтони. В телесериале открыто показываются отношения Ренли и сира Лораса Тирелла как любовников, хотя в романах об этом нигде прямо не говорится, хотя и косвенно намекается.

### Бриенна Тарт
Бриенна Тарт является ПОВом в «Пире стервятников» и «Ветрах зимы». Она высокая и сильная женщина-воин, однако она никем не воспринимается всерьёз, а многие издевательски зовут её Бриенна Красотка. Основана на Жанне д'Арк.
В телеадаптации HBO её роль исполнила Гвендолин Кристи

### Берик Дондаррион
Берик Дондаррион — галантный рыцарь с большим опытом боевого мастерства. В «Игре престолов» Эддард Старк отправляет его арестовать Григора Клигана и принести мир в Речные земли. Он попадает в засаду и его убивают люди Ланнистеров. Торос из Мира случайно воскрешает его с помощью магии при отпевании. В «Бурю мечей» он и его люди сформировали разбойничий отряд под названием Братство без знамён. Братство начинает партизанскую войну против налётчиков в Речных землях. Его успех закрепляет за ним прозвище Лорд-Молния, что также является отсылкой к его гербу. В третьей книге он и его люди находят труп Кейтилин Старк. Он воскрешает её, отдав последнюю жизненную силу и умирает в последний раз.
В телеадаптации HBO его роль исполнил Дэвид Майкл Скотт в первом сезоне и Ричард Дормер в третьем, шестом и седьмом сезонах.

### Джендри
Джендри является одним из многих бастардов короля Роберта Баратеона. Он живёт в Королевской Гавани, служит помощником кузнеца и понятия не имеет о своём благородном происхождении. В «Битве королей» Джендри становится рекрутом Ночного Дозора и по пути встречает Арью. Когда их отряд попадает в засаду, он попадает в плен вместе с Арьей в Харренхолле. После побега из Харренхолла Джендри и Арья пересекаются с Братством без знамён и Джендри обязуется служить у них кузнецом. Его дальнейшая судьба неизвестна.
В телеадаптации HBO его роль исполнил Джо Демпси.

## Дом Грейджоев
Дом Грейджоев является одним из великих домов Семи Королевств и правящим домом на Железных Островах, где проживают Железнорождённые. Их родовой замок называется Пайк и расположен на одноимённом острове. На их гербе изображён золотой кракен на чёрном поле, а их девизом являются слова «Мы не сеем». Грейджои стали верховными лордами Железных Островов после того, как дом Таргариенов покорил Семь Королевств, что позволило Железнорождённым выбирать, кто ими будет править.

### Бейлон Грейджой
Бейлон Грейджой — лорд Железных Островов, Король Соли и Камня, Сын Морского Ветра и Лорд-Жнец Пайка. Он суровый и свирепый человек. За десять лет до событий книг он поднял восстание против короля Роберта Баратеона. Восстание не удалось, а его младший сын Теон Грейджой был взят в качестве заложника и вырос в Винтерфелле как воспитанник лорда Эддарда Старка. После смерти Роберта он отвергает предложение альянса Робба Старка в «Битве королей» и объявляет себя Королём Железных Островов и Севера. Он захватывает Перешеек и опустошает побережье земель Старков. Он погибает в «Буре мечей» после падения с моста во время шторма. Своевременное возвращение изгнанного Эурона даёт повод многим персонажам считать, что он причастен к смерти Бейлона. В книге «Ветра зимы» Эурон признался своему брату Эйерону в том, что Бейлон был убит по его приказу.
В телеадаптации HBO его роль исполнил Патрик Малахайд.

### Аша Грейджой
Аша Грейджой является единственной дочерью Бейлона Грейджоя и старшим выжившим ребёнком. Она выступает ПОВом в «Пире стервятников», «Танце с драконами» и «Ветрах зимы». Аша была воспитана как наследница Бейлона несмотря на обычай, запрещающий женщинам править. Она является капитаном собственного судна и за ней следуют много людей. Когда Бейлон начинает вторжение на Север в «Битве королей», она захватывает Темнолесье. Она возвращается на острова в «Буре мечей» после смерти отца и притязает на трон, однако проигрывает дяде Эурону. В «Танце с драконами» она возвращается в Темнолесье и узнаёт, что Эурон выдал её замуж заочно. В конечном итоге её захватывает Станнис Баратеон и она путешествует с его армией в сторону Винтерфелла, где она воссоединяется со своим братом Теоном. В книге «Ветра зимы» является свидетелем сражения Станниса Баратеона против Болтонов за Винтерфелл.
В телеадаптации HBO персонаж Аши был переименован в Яру, чтобы избежать путаницы с одичалой Ошей. Роль Яры исполнила Джемма Уилан.

### Эурон Грейджой
Эурон Грейджой — младший брат Бейлона и он ненавидим всеми своими братьями. Из-за отсутствия левого глаза он носит кожаную нашлёпку, за что получил прозвище Вороний Глаз. До событий книжной серии он был выслан с Железных Островов. Во время своего изгнания он жил как пират и стал чрезвычайно богатым. В «Пире стервятников» Эурон возвращается из ссылки, что совпадает со смертью Бейлона, из-за чего появляются слухи, что он сыграл определённую роль в кончине брата. Став королём Железных Островов, он начинает успешные набеги на Простор. Он отправляет своего брата Виктариона, чтобы тот привёз ему Дейенерис Таргариен в жёны, а также её драконов в Вестерос. В книге «Ветра зимы» взял Эйерона в плен и готовится к сражению в Староместе против Редвинов и Хайтауэров.
В телеадаптации HBO его роль исполнил Пилу Асбек.

### Виктарион Грейджой
Виктарион Грейджой является вторым выжившим младшим братом Бейлона и является Лордом-командующим Железным флотом. Он впервые появляется в «Битве королей» и присутствует при том, как его брат король Бейлон Грейджой раскрывает свои планы о вторжении на Север; Виктариону предоставляется общее командование вторжением. Он снова появляется в «Пире стервятников» и служит ПОВом в «Пире стервятников», «Танце с драконами» и «Ветрах зимы». Виктарион является неотступным последователем веры в Утонувшего Бога. За несколько лет до событий первой книги он убил свою жену после того, как он узнал о её романе с Эуроном, но так и не вступил в следующий брак. После неудачной попытки стать королём Железных Островов он направляется на Эссос, чтобы привезти Дейенерис Таргариен в жёны Эурону, но тайно планирует жениться на ней сам назло Эурону за его предательство. После того, как ужасный шторм уничтожил бо́льшую часть его флота, остатки достигают Миэрина. Виктарион приказывает своему флоту атаковать силы, осаждающие город. В книге «Ветра зимы» флот Виктариона разбивает флот работорговцев в Битве под Миэрином.

### Эйерон Грейджой
Эйерон Грейджой является младшим из выживших братьев Бейлона. Он служит ПОВом в «Пире стервятников» и «Ветрах зимы». В юности он был пьяницей и Бейлон его презирал, однако позже он стал известен как Эйерон Мокроголовый. После того, как он почти утонул, но выжил, он стал жрецом Утонувшего Бога и уважаемым человеком. После гибели Бейлона при загадочных обстоятельствах и коронации его брата Эурона он становится его заклятым противником. В книге «Ветра зимы» Эйерон становится пленником Эурона сразу же после того, как последнего избрали королём на Вече Железных Островов.
В телеадаптации HBO его роль исполнил Майкл Фист.

## Дом Мартеллов
Дом Мартеллов является одним из великих домов Семи Королевств и правящим домом королевства Дорн. Их родовым замком является Солнечное Копьё; их герб отображает пронзённое золотым копьём красное солнце на оранжевом поле, а их девиз — «Непреклонные, несгибаемые, несдающиеся». Бастарды Дорна, как правило, имеют фамилию «Сэнд» (дословно «Песок»). Дорн вместе с домом Мартеллов культурно, этнически и политически отличается от остальной части Семи Королевств. Правители Дорна имеют титулы принцев или принцесс, потому что Таргариенам не удалось завоевать Дорн, но они присоединили его путём брака.

### Доран Мартелл
Доран Мартелл является правящим принцем Дорна и лордом Солнечного Копья. Он является отцом Арианны, Квентина и Тристана. В «Игре престолов» ему пятьдесят с лишним лет, и из-за подагры он почти не может ходить и ездит в кресле на колёсиках. Он осторожный, задумчивый человек, который не показывает своих эмоций. Он клянётся в верности Джоффри только после того, как Тирион Ланнистер обещает Мирцеллу Баратеон в жёны Тристану и отправляет её в Дорн. Тирион также даёт ему должность в Малом совете Джоффри. В «Буре мечей» Доран отправляет своего брата Оберина вместо себя в Королевскую Гавань. После гибели Оберина Доран отказывается начать войну и возвращается в Солнечное Копьё, чтобы вновь взять на себя контроль над королевством. Он запирает мстительных дочерей Оберина, которых называют Песчаными Змейками (они призывают к войне, чтобы отомстить за смерть их отца), и поддерживает мир. После того, как его дочь Арианна попыталась тайно короновать Мирцеллу королевой Семи Королевств, он рассказывает ей, что уже давно планировал падение Тайвина Ланнистера, чтобы отомстить за Элию. Он также намерен объединиться с домом Таргариенов. В книге «Ветра зимы» Доран отсылает свою дочь Арианну к Золотым Мечам.
В телеадаптации HBO его роль исполнил Александр Сиддиг.

### Арианна Мартелл
Арианна Мартелл является старшим ребёнком принца Дорана Мартелла из Дорна и наследницей Солнечного Копья. Она выступает ПОВом в «Пире стервятников» и «Ветрах зимы». Она хитра и красива, и очень близка с кузинами — Песчаными Змейками. В «Пире стервятников» она недовольна своим отцом, считая его слабым. Она планирует короновать Мирцеллу Баратеон королевой Семи Королевств, так как по дорнийским законам Мирцелла наследует титул раньше младшего брата. Арианна соблазняет Ариса Окхарта, чтобы добиться его поддержки в заговоре. Однако её план проваливается, а Мирцеллу сильно ранят в попытке похищения. Арианна беседует с Дораном после того, как он раскрывает её планы, и отец рассказывает, что он планировал месть Тайвину Ланнистеру в течение многих лет и ждал идеального момента для удара. В книге «Ветра зимы» по поручению своего отца отправилась в Штормовой Предел для переговоров с Юным Грифом и Джоном Коннингтоном.

### Квентин Мартелл
Сир Квентин Мартелл является вторым ребёнком и старшим сыном Дорана Мартелла. Он выступает в качестве ПОВа в «Танце с драконами». Он описывается как умный, серьёзный и послушный, хотя и не особенно красивый молодой человек. В «Танце с драконами» становится известно, что Доран Мартелл отправил Квентина жениться на Дейнерис Таргариен и привести её в Дорн. Дейенерис вежливо отказывается от его предложения. Не желая уходить с пустыми руками, Квентин пытается укротить одного из драконов Дейенерис, чтобы произвести на неё впечатление, но погибает от драконьего пламени.

### Тристан Мартелл
Тристан Мартелл — младший ребёнок Дорана Мартелла. Чтобы гарантировать верность Дорна престолу, он обручился с Мирцеллой Баратеон, чтобы заключить брак с ней по достижении совершеннолетия.
В телеадаптации HBO его роль исполнил Тоби Себастьян.

### Элия Мартелл
Элия Мартелл была младшей сестрой принца Дорана Мартелла из Дорна и была очень близка с младшим братом Оберином. Она вышла замуж за принца Рейегара Таргариена и родила ему двоих детей: дочь Рейенис и сына Эйегона. За пятнадцать лет до событий сериала Рейегар был убит в битве во время Восстания Роберта Баратеона. Когда столица была разграблена домом Ланнистеров, она была изнасилована и убита Григором Клиганом. Брат Элии Оберин, однако, считает, что Элия была убита по приказу Тайвина, который таким образом отомстил за то, что Рейегар женился не на его дочери Серсее.

### Оберин Мартелл
Принц Оберин Мартелл является младшим братом Дорана Мартелла. Он холерик с живым умом, колким языком, а также является отличным бойцом и страстным человеком. Его прозвали Красным Змеем Дорна, так как по слухам он отравляет своё оружие. Он объездил весь мир, основал отряд наёмников и недолго учился в Цитадели, которая готовит Мейстеров. Он имеет восемь незаконнорождённых дочерей, которых именуют Песчаными Змейками. Оберин был очень близок со своей старшей сестрой Элией и стремится отомстить за её смерть. В «Буре мечей» он отправляется в Королевскую Гавань, чтобы заместить своего брата в Малом совете. Когда Тирион обвиняется в убийстве короля Джоффри Баратеона, Оберин добровольно вызывается быть чемпионом Тириона на суде поединком, но на состязании его жестоко убивает Григор Клиган.
В телеадаптации HBO его роль исполнил Педро Паскаль.

### Эллария Сэнд
Эллария Сэнд является любовницей принца Оберина Мартелла и матерью четырёх младших Песчаных Змеек. Она сопровождает Оберина в Королевскую Гавань, когда Оберин занимает место в Малом совете. После гибели Оберина Мартелла и возвращения в Дорн, она пребывает в смятении, когда слышит заявление Обары о том, что смерть Горы — «это только начало». Она видит бесполезность этой мести и беспокоится о безопасности собственных дочерей.
В телеадаптации HBO её роль исполнила Индира Варма

### Песчаные Змейки
Песчаными Змейками называют восемь незаконных дочерей Оберина Мартелла: Обару, Нимерию, Тиену, Сареллу, Элию, Обеллу, Дорею и Лорезу. Их зовут змейками из-за прозвища их отца Красный Змей и обычая давать бастардам Дорна фамилию Сэнд (дословно «Песок»). В «Пире стервятников» Обара, Нимерия и Тиена желают отомстить за смерть своего отца и пытаются уговорить их дядю Дорана объявить войну. Когда они оказываются вовлечены в различные заговоры с целью агитации населения Дорна, принц Доран запирает Змеек, чтобы предотвратить вовлечение Дорна в войну. В «Танце с драконами» Доран выпускает их и отправляет на отдельные миссии, чтобы в конце концов свергнуть дом Ланнистеров и отомстить за убийство Элии.
В телеадаптации HBO роль Обары Сэнд исполнила Кейша Касл-Хьюз, роль Нимерии Сэнд сыграла Джессика Хенвик, а Тиены Сэнд — Розабелла Лауренти Селлерс; другие Песчаные Змейки в сериале не появляются.

### Арео Хотах
Арео Хотах является капитаном личной гвардии принца Дорана Мартелла. Он служит ПОВом в «Пире стервятников», «Танце с драконами» и «Ветрах зимы». Он был младшим в большой семье из Норвоса. Арео непоколебимо верен Дорану. Он помогает изобличить Арианну Мартелл которая хотела короновать Мирцеллу Баратеон королевой Семи Королевств, при этом убив Ариса Окхарта.
В телеадаптации HBO его роль исполнил ДеОбия Опарей.

## Дом Талли
Дом Талли — один из великих домов Семи Королевств. Их родовой замок называется Риверран, а на их гербе отображена прыгающая серебряная форель на поле из голубых и красных волн. Их девизом являются слова «Семья, долг, честь». Бастарды, рождённые в Речных землях, как правило имеют фамилию «Риверс» (дословно «Река»). Когда дом Таргариенов начал вторжение в Вестерос, лорд Талли был среди первых, кто поприветствовал захватчиков и перешёл к ним на службу. В свою очередь, Таргариены сделали дом Талли правящим домом Речных земель.

### Хостер Талли
Хостер Талли является лордом Риверрана и верховным лордом Трезубца. Он является отцом Кейтилин Старк, Лизы Аррен и Эдмура Талли. Он часто ссорится со своим братом Бринденом, потому что тот отказывается жениться. За много лет до событий первой книги, он согласился взять Петира Бейлиша в Риверран на воспитание. Когда он обнаружил, что Лиза беременна от Петира, он отсылает подопечного, а Лизу обманом заставляет избавиться от ребёнка. Хостер поддержал Роберта Баратеона, Эддарда Старка и Джона Аррена в восстании против дома Таргариенов, однако при условии, что Старк и Аррен возьмут в жёны Кейтилин и Лизу соответственно. В течение романов его здоровье быстро ухудшается, и он в конце концов умирает, упокоившись в реке Трезубец по традиции дома Талли.
В телеадаптации HBO его роль исполнил Кристофер Ньюман.

### Эдмур Талли
Эдмур Талли — третий ребёнок, единственный сын и наследник лорда Хостера Талли. Он послушен, хочет заслужить уважение своего отца и защищать простых людей из Ривверана. Однако он также имеет большое сердце, а его решения часто необдуманны и эмоциональны. Он принимает на себя управление Речными землями в «Игре престолов» из-за болезни отца и берёт в плен Джейме Ланнистера. Он спасает своего племянника Робба Старка, и, услышав о казни Эддарда Старка, он и речные лорды приносят присягу Роббу как Королю Севера. Он побеждает Тайвина в битве и невольно рушит план Робба по уничтожению армии Тайвина. В качестве извинения за срыв плана Робба, он соглашается жениться на Рослин Фрей, чтобы возобновить альянс с домом Фреев. Однако свадьба оказывается ловушкой, а армии Старков и Талли истребляют, тем самым нарушая древние правила гостеприимства. Эдмура и оставшихся в живых членов дома Талли отвозят на Бобровый Утёс, где им предстоит провести остаток жизни в качестве заключённых дома Ланнистеров. Рослин остаётся в Близнецах до рождения ребёнка, а затем её обещают также привести на Бобровый Утёс.
В телеадаптации HBO его роль исполнил Тобайас Мензис.

### Бринден Талли
Сир Бринден Талли, по прозвищу Чёрная Рыба, является младшим братом Хостера Талли и дядей Кейтилин Старк, Лизы Аррен и Эдмура Талли. Он постоянно ссорился со своим старшим братом, так как отказывался жениться. Он сопровождал Лизу в Долину и служит там в качестве Рыцаря Ворот. В «Игре престолов» он расстроен из-за нейтралитета Орлиного гнезда в идущей войне, поэтому уходит в отставку и присоединяется к Роббу Старку и его знаменосцам. Робб назначает его главным разведчиком и он является одним из главных членов его военного совета. Его усилия помогают Роббу выиграть несколько сражений в «Битве королей». В «Буре мечей» он становится Хранителем Южных Марок и остаётся в Риверране в то время, как Робб отправляется в Близнецы, чтобы присутствовать на свадьбе Эдмура. После смерти Робба Бринден долгое время удерживает Риверран от имени Робба, когда его осадили дом Ланнистеров и дом Фрей. В «Пире стервятников» Бринден сдаёт Ривверан Джейме Ланнистеру, чтобы избежать дальнейшего кровопролития, однако сам сбегает. Его местонахождение неизвестно.
В телеадаптации HBO его роль исполнил Клайв Расселл.

### Уолдер Фрей
Уолдер Фрей является лордом Близнецов и вассалом дома Талли. Его именуют лордом Переправы, так как размещение его замка позволяет ему контролировать реку, давая Уолдеру Фрею немалое стратегическое значение. Он известен тем, что имеет более ста потомков и восемь законных жён. Он подчёркивает свою верность семье и заботится о своих потомках, в том числе и тех, кто разочаровал его. Хотя он и является знаменосцем дома Талли, он не сразу созывает своих вассалов по зову Эдмура Талли для армии Робба Старка.
Так как проход через Близнецы был необходим для Робба, Уолдер заключает брачный договор между его домом и Старками. Когда Робб женится на Жиенне Вестерлинг в «Битве королей», Фрей возмущён и отказывается поддерживать Робба, сговорившись с Тайвином Ланнистером и Русе Болтоном, чтобы совершить свою месть. В «Буре мечей» Уолдер притворяется, что согласен примириться с Роббом, и выдаёт свою дочь Рослин за Эдмура Талли. Свадьба оказывается уловкой, чтобы заманить Робба и его ключевых сторонников в Близнецы. Уолдер убивает их прямо во время свадебного пира, что является прямым нарушением древних законов гостеприимства. Затем он открыто клянётся в верности дому Ланнистеров, а его семья получает Риверран и права дома Талли в качестве награды. Тем не менее народ Речных земель отказывается поддержать его правление, развязывая партизанскую войну, которую Уолдер пытается прекратить.
В телеадаптации HBO его роль исполнил Дэвид Брэдли.

## Дом Тиреллов
Дом Тиреллов является одним из великих домов Семи Королевств и правящим домом Простора. Их родовым замком является Хайгарден; на гербе отображена золотая роза на зелёном поле, а их девизом являются слова «Вырастая — крепнем». Бастардам Простора обычно даётся фамилия «Флауэрс» (дословно «Цветы»). Тиреллы стали лордами Простора после того, как правивший Простором до нашествия Таргариенов дом Гарднеров был истреблён, а дом Таргариенов сделал Тиреллов, бывших стюардов Гарднеров, лордами Хайгардена. Так как дом Флорентов имел больше прав на Хайгарден, Тиррелы часто рассматриваются как «выскочки-стюарды» другими лордами Простора и великими домами; однако женщины Тиреллов отличаются проницательностью и мудрым правлением.

### Мейс Тирелл
Лорд Мейс Тирелл — лорд Хайгардена, Защитник Дорнийских Марок, Верховный Маршал Простора и Хранитель Юга. Он имеет трёх сыновей, Уилласа, Гарлана и Лораса, и дочь Маргери. Он описывается как преждевременно состарившийся и нудный человек, который испытывает недостаток политической смекалки. Он служит только как подставное лицо, чтобы его мать Оленна могла править Хайгарденом. В «Битве королей» он полностью поддерживает брак между Маргери и Ренли Баратеоном, который планирует занять трон Семи Королевств. Когда Ренли умирает, Мейс принимает предложение короля Джоффри Баратеона жениться на Маргери. После поражения Станниса Баратеона Тайвин даёт Мейсу место в Малом совете. После падения Серсеи Киван Ланнистер, регент Семи Королевств, назначает Мейса своим Десницей, чтобы восстановить мир между домами.
В телеадаптации HBO его роль исполнил Роджер Эштон-Гриффитс.

### Лорас Тирелл
Сир Лорас Тирелл, по прозвищу Рыцарь Цветов — третий сын Мейса Тирелла. Он юный, но умелый рыцарь и наездник. Он является любимцем народа и многие юные леди и девушки из простонародья в него влюблены. Когда Ренли Баратеон объявляет себя королём Семи Королевств в «Битве королей», Лорас его поддерживает и получает место Лорда-командующего личной гвардии Ренли. После убийства Ренли Лорас приходит в бешенство от горя, обвиняя Бриенну Тарт и Кейтилин Старк в смерти короля. В «Буре мечей» выслушивает Бриенну и наконец решает, что она не убийца. Когда его сестра Маргери выходит замуж за Джоффри Баратеона, он присоединяется к Королевской гвардии. Он вызывается добровольцем, чтобы атаковать Драконий Камень в «Пире стервятников» в обмен на то, что Серсея Ланнистер пошлёт военную помощь, чтобы защитить Хайгарден от Грейджоев. Он успешно захватывает Драконий Камень, однако серьёзно ранен и близок к смерти. К концу «Танца с драконами» он едва цепляется за жизнь; его дальнейшая судьба неизвестна.
В телеадаптации HBO его роль исполнил Финн Джонс. Его персонаж является комбинацией всех трёх сыновей Мейса. К тому же в сериале открыто показаны любовные отношения между Лорасом и Ренли Баратеоном, хотя в романах нигде прямо не говорится об этой связи, но есть намёки на неё.

### Маргери Тирелл
Маргери Тирелл является младшим ребёнком и единственной дочерью Мейса Тирелла. Она умная и проницательная молодая женщина, и несмотря на то, что ей только шестнадцать, она умеет манипулировать людьми и владеет мастерством политической интриги.
В телеадаптации HBO её роль исполнила Натали Дормер.

### Оленна Тирелл
Оленна Тирелл, также известная как Королева Шипов, происходит из дома Редвинов и является матерью Мейса Тирелла. Она описывается как мудрая и хитрая старуха со злым остроумием и острым языком, способная открыто высказывать своё мнение. В «Буре мечей» она плетёт заговор, чтобы женить своего внука Уилласа на Сансе Старк. Этот план срывают Ланнистеры, которые заставляют Сансу выйти замуж за Тириона. Позже Мизинец открывает Сансе, что для того, чтобы оградить Маргери от жестокости короля Джоффри, Оленна травит его на его же собственной свадьбе.
В телеадаптации HBO её роль исполнила Дайана Ригг.

### Рендилл Тарли
Рендилл Тарли является главой дома Тарли, знаменосцем дома Тиреллов и считается одним из лучших полководцев Вестероса. Он также является отцом Сэмвелла Тарли. Когда весть о тюремном заключении Маргери Тирелл достигает Рендилла, он немедленно марширует с войском в Королевскую Гавань, где Киван Ланнистер назначает его Мастером над законами.
В телеадаптации HBO его роль исполнил Джеймс Фолкнер.

## Ночной дозор и одичалые
Ночной дозор является братством, которое охраняет Стену. «Чёрные братья», вступив в Дозор, отказываются от земель и титулов, держат целибат, придерживаются нейтралитета в политике и не оставляют братство до самой кончины под страхом смерти. Вступление в Дозор до сих пор считается честью, потому что на Стене любой человек может подняться по служебной лестнице независимо от происхождения или криминального прошлого, однако, исходя из первой книги, Дозору отчаянно не хватает людей. Дозорные находятся преимущественно в Чёрном замке, где живёт Лорд-командующий и обучаются новобранцы.
Одичалые (или вольный народ, как они себя сами называют) являются великанами и людьми, которые живут за Стеной. Они живут в независимых деревнях и не имеют никакого организованного управления. Банды одичалых часто пересекают Стену для грабежа. В «Буре мечей» одичалые объединяются под предводительством Манса Налётчика, самозваного Короля за Стеной, и вторгаются в Семь королевств, чтобы избежать столкновения с упырями и иными. Их армию, атаковавшую Стену, громит Станнис Баратеон. Позже, с помощью Джона Сноу и всё того же Станниса Баратеона, они оседают на Севере. Люди осваивают заброшенные замки, чтобы защитить Стену. Они основаны на Тамплиерах.

### Джиор Мормонт
Джиор Мормонт, по прозвищу Старый медведь является Лордом-командующим Ночного дозора. Он был лордом Медвежьего острова на Севере, но присоединился к Дозору, чтобы передать титул своему сыну Джораху Мормонту. Он считается сильным, решительным лидером и внушает уважение. Он держит во́рона, который способен говорить простые фразы в качестве домашнего любимца. В «Игре престолов» он выбирает Джона Сноу своим личным стюардом и потенциальным преемником. Вскоре после того, как Джон спасает его от упыря, он дарит Джону свой меч Длинный коготь из валирийской стали в благодарность за спасение. Чтобы исследовать причину возвращения иных и упырей, он отправляется за Стену во главе большой экспедиции в «Битве королей». Его силы уничтожают иные (Белые ходоки) и целое полчище упырей, а самого его закалывают мятежники Ночного дозора.
В телеадаптации HBO его роль исполнил Джеймс Космо.

### Мейстер Эйемон
Эйемон Таргариен является старшим братом Эйегона V Таргариена и братом Ночного дозора. За десятилетия до начала событий книг он был послан в Цитадель в Староместе и стал Мейстером (учёным и целителем). Позже ему предлагали трон Семи королевств, однако он уступил власть Эйегону и присоединился к Ночному дозору. В «Игре престолов» он уже очень стар и полностью слеп, но тем не менее продолжает участвовать в руководстве Дозора. Джон Сноу отправляет его в Цитадель морем, но Мейстер Эйемон умирает на корабле в море между Браавосом и Староместом.
В телеадаптации HBO его роль исполнил Питер Вон.

### Йорен
Йорен является вербовщиком Ночного дозора. В «Игре престолов» Йорен путешествует с Тирионом Ланнистером от Стены в Королевскую гавань и присутствует при том, как Кейтилин Старк арестовывает карлика. Затем он отправляется в Королевскую гавань, чтобы сообщить об этом Эддарду Старку. Во время казни лорда Эддарда он находит Арью Старк и не даёт ей увидеть гибель отца. В «Битве королей» он маскирует Арью под завербованного мальчика, чтобы переправить её в Винтерфелл, однако его убивают люди Ланнистеров.
В телеадаптации HBO его роль исполнил Фрэнсис Мэджи.

### Сэмвелл Тарли
Сэмвелл Тарли, часто для краткости называемый Сэмом, является старшим сыном лорда Рендилла Тарли из Рогова холма. Он является ПОВом в «Буре мечей», «Пире стервятников» и «Ветрах зимы». Вопреки его собственному признанию в трусости, Сэм очень умный, находчивый и преданный. У Сэма полностью отсутствуют боевые способности, а его интерес к учению убедил его отца, что он не является достойным наследником. Из-за этого он вынужден вступить в Ночной дозор. Изначально другие новобранцы издеваются над ним, однако он встречает Джона Сноу и становится его другом. После принесения клятвы Сэм становится стюардом Эйемона и ему поручают заботу о воронах. Он участвует в походе за Стену вместо Эйемона. В «Буре мечей» он убивает иного, обнаружив их уязвимость для обсидиана, за что ему дают прозвище Смертоносный Сэм. Когда Ночной дозор избирает нового командира, Сэм манипулирует братьями, чтобы те выбрали Джона Сноу. В «Пире стервятников» по распоряжению Джона он отправляется в Цитадель, чтобы стать мейстером, а затем вернуться на Стену. Он берёт с собой мейстера Эйемона, Лилли и сына Манса. Во время плавания он и Лилли становятся любовниками, а Эйемон умирает от старости, умоляя его найти Дейенерис Таргариен. Он также кратко встречается с Арьей Старк, но они не узнают друг друга. В конце «Пира стервятников» Сэм достигает Цитадели.
В телеадаптации HBO его роль исполнил Джон Брэдли-Уэст.

### Янос Слинт
Янос Слинт является бывшим командующим городской стражей в Королевской гавани и братом Ночного дозора. Он впервые появляется в «Игре престолов» в качестве командира городской стражи. Позже, когда Нед намеревается свергнуть Джоффри, Слинт приказывает своим людям арестовать его. За это Янос Слинт был сделан лордом и ему дали Харренхолл.
В «Битве королей» Тирион Ланнистер ссылает Слинта в Ночной дозор. В «Буре мечей» Слинт делает попытки стать Лордом-командующим Ночного дозора, но проигрывает Джону Сноу. После Слинт неоднократно отказывается выполнять приказы Джона, за что Джон его публично казнит.
В телеадаптации HBO его роль исполнил Доминик Картер.

### Аллисер Торне
Аллисер Торне — Мастер над оружием в Чёрном замке, которому поручают тренировать новобранцев. Торн был изначально верен дому Таргариенов, который после падения Таргариенов попадает в руки Неда и Роберта и был вынужден вступить в Ночной дозор. Он таит глубокую обиду на Старков и их вассалов и союзников за свою участь. Когда Джон прибывает в Чёрный замок, Аллисер лично унижает и провоцирует Джона, когда это возможно.
В телеадаптации HBO его роль исполнил Оуэн Тил.

### Манс Налётчик
Манс является бывшим братом Ночного дозора, который впоследствии дезертировал. С тех пор он стал известен как Король за Стеной. В «Буре мечей» он объединяет всех одичалых под своим предводительством и ведёт их в атаку на Стену, пытаясь привести свой народ в безопасное место из-за наступающих Белых ходоков и вихтов. Его авангард терпит поражение от Джона Сноу на Стене. Во время переговоров с Джоном Станнис Баратеон и его армия громят одичалых, а Манса берут в заложники. Станнис приказывает заживо сжечь Манса в «Танце с драконами»; однако позже Джон обнаруживает, что жрица Мелисандра использовала магию, чтобы придать одному из одичалых (Костяному лорду) внешность Налётчика, тем самым спасая Манса от казни. Джон поручает Мансу спасти Арью Старк, не зная, что девушка на самом деле является Джейни Пуль. В Винтерфелле группа Манса тайно убивает нескольких из людей Русе Болтона, создавая тем самым напряжённость, и заручается помощью Теона Грейджоя в спасении Джейни из замка. Манс остаётся в Винтерфелле и по всей видимости попадает в плен к Болтонам. Его дальнейшая судьба неизвестна.
В телеадаптации HBO его роль исполнил Киаран Хайндс.

### Игритт
Игритт является одичалой молодой женщиной, известной за свои рыжие волосы. Она жестока и своенравна. В культуре одичалых она известна как копьеносица: женщина, которая является воином. Так как у одичалых существует обычай похищать невест, она считается женой Джона Сноу, потому что он берёт её в плен во время их первой встречи в «Битве королей». Вскоре после того, как они становятся любовниками, Джон возвращается в Ночной дозор, чтобы исполнить свой долг. Игритт позже погибает в сражении на Стене.
В телеадаптации HBO её роль исполнила Роуз Лесли.

### Лилли
Лилли (Джилли) является одичалой девушкой, дочерью и женой Крастера. После того, как дозорные возвращаются к Крастеру, Лилли рожает сына. Крастера убивают прежде, чем он может пожертвовать ребёнка иным и упырям, и в суматохе Лилли спасается бегством на Юг с Сэмвеллом. В «Пире стервятников» она отправляется в Старомест на Юге с Сэмвеллом и якобы её ребёнком; на самом деле Джон Сноу поменял местами её ребёнка и сына Манса, чтобы не дать Мелисандре сжечь младенца из-за его королевской крови.
В телеадаптации HBO её роль исполнила Ханна Мюррей.

### Вель
Вель является младшей сестрой жены Манса Даллы. После неудавшегося вторжения одичалых, её держат как пленницу на Стене. Она описывается как очень привлекательная женщина. В «Танце с драконами» Джон Сноу отправляет её за Стену, чтобы она привела военачальника одичалых Тормунда и его людей к Стене, что она и делает.

### Костяной лорд
Костяной лорд (также известный как Гремучая рубашка) является одним из вожаков одичалых Манса. В «Танце с драконами» выясняется, что Мелисандра придала ему внешность Манса с помощью магии, таким образом на костре погиб Костяной лорд.
В телеадаптации HBO его роль исполнил Эдвард Дольяни во втором и третьем сезонах, а в пятом сезоне — Росс О’Хеннесси.

### Боуэн Марш
Боуэн Марш является Первым стюардом Ночного дозора в Чёрном замке. Он отвечает за повседневное функционирование Ночного дозора, занимаясь вопросами снабжения, финансирования, транспортировок и коммуникаций. В «Танце с драконами» Боуэн разочаровывается в решениях, принятых Джоном Сноу в должности Лорда-командующего. Опасаясь за будущее и безопасность Ночного дозора, Марш и несколько его последователей закалывают Джона.
В телеадаптации HBO его роль исполнил Майкл Кондрон.

### Эддисон Толлетт
Эддисон Толлетт (также известный как Скорбный Эдд) из династии Толлеттов является стюардом Ночного Дозора. Эдд выживает в бою с упырями и ходоками на Кулаке Первых людей. Он находится среди выживших, которые бегут обратно к Крастеру. В «Танце с драконами» Эдд осуществляет свои обязанности стюарда и оруженосца Лорда-командующего. Он был одним из братьев, которые приводят Яноса Слинта к месту казни, где Лорд-командующий Джон Сноу отрубает тому голову.
В телеадаптации HBO его роль исполнил Бен Кромптон.

### Тормунд Великанья смерть
Появляется в «Буре мечей», «Танце с драконами» и «Ветрах зимы».
В телеадаптации HBO его роль исполнил Кристофер Хивью.

## Королевский двор и официальные лица
Королевский двор в Королевской Гавани состоит в основном из членов Малого Совета короля и его Королевской гвардии, состоящей из семи рыцарей, которые поклялись защищать короля и его семью. Все члены Малого совета за исключением Великого Мейстера назначаются и увольняются королём или Десницей.

### Петир Бейлиш
Лорд Петир Бейлиш, по прозвищу Мизинец, является Мастером над монетой, казначеем Семи Королевств. Он основан на Томасе Кромвеле.
В телеадаптации HBO его роль исполнил Эйдан Гиллен.

### Варис
Варис, называемый Пауком, является евнухом, который служит в качестве Мастера над шептунами и шпионом для короля Семи Королевств. Его боятся как дворяне, так и простые люди. Он описан как лысый и толстый человек, который обычно заискивает перед собеседниками и которому присущи женственные манеры. Он знает все тайные ходы в королевском замке и его шпионы находятся повсюду. В Пентосе он подружился с Иллирио Мопатисом и стал умелым шпионом, прежде чем начать зарабатывать на должности Мастера над шептунами в Малом совете короля Эйериса II Таргариена. С тех пор он, как утверждает, трудится на благо королевства. Он исчезает в «Пире стервятников» после оказания помощи Тириону Ланнистеру в побеге и не появляется до окончания «Танца с драконами». Он убивает Кивана Ланнистера и Великого Мейстера Пицеля, так как их компетентное руководство угрожает успеху вторжения Эйегона Таргариена в Вестерос.
В телеадаптации HBO его роль исполнил Конлет Хилл.

### Пицель
Пожилой Мейстер Пицель десятилетиями служил многим королям в должности Великого Мейстера, личного целителя и королевского учёного. Хотя он умён и высоко образован, его эффективность в качестве придворного была практически утеряна в силу его возраста. Он является тайным агентом дома Ланнистеров: он убеждает короля Эйериса II Таргариена открыть ворота армии Тайвина Ланнистера во время Восстания Роберта Баратеона, позволяет Джону Аррену умереть, чтобы сохранить истинное происхождение детей Серсеи Ланнистер в секрете, и, видимо, убил короля Роберта Баратеона по команде Серсеи. Узнав об этом Тирион Ланнистер отстраняет Пицеля от должности и заключает его в тюрьму. В «Буре мечей» он восстанавливается в своей должности. Он не одобряет действия королевы-регентши в «Пире стервятников», из-за чего Серсея думает его сместить. Когда Серсею арестовывают, Пицель захватывает контроль в Малом совете и предлагает Кивана Ланнистера на роль регента. Вместе они начинают восстанавливать порядок в Семи Королевствах. Он убит Варисом, который посчитал, что успехи Пицеля и Кивана угрожают вторжению Эйегона Таргариена.
В телеадаптации HBO его роль исполнил Джулиан Гловер.

### Барристан Селми
Сир Барристан Селми, которого прозвали Барристаном Смелым, известен как герой во всём Вестеросе и является Лордом-командующим Королевской гвардии. Он служит ПОВом в «Танце с драконами» и «Ветрах зимы». Хотя в начале книжных событий ему уже за шестьдесят, он остаётся отличным бойцом и самым прославленным и уважаемым из ныне живущих рыцарей. Он был членом Королевской гвардии бо́льшую часть своей жизни и служил трём королям. Он оставался верен дому Таргариенов во время Восстания Роберта Баратеона, но позднее он принял помилование Роберта и занимал свою должность в качестве командира. Он смещён Серсеей через Джоффри на престоле. В «Битве королей» он начинает служить изгнанной принцессе Дейенерис Таргариен. Он изобличает сира Джораха Мормонта как бывшего шпиона Роберта, и Дейенерис делает его самым доверенным советником. Когда Дейенерис исчезает в «Танце с драконами», он организовывает переворот против её мужа. Затем он нехотя правит Миэрином вместо неё как Десница королевы до её возвращения.
В телеадаптации HBO его роль исполнил Иэн Макэлхинни.

### Арис Окхарт
Сир Арис Окхарт — рыцарь в Королевской гвардии короля Роберта Баратеона, а также последующих наследников Роберта. Он выступает в качестве ПОВа в «Пире стервятников». Арис сопровождает Мирцеллу Баратеон в Дорн, где его соблазняет Арианна Мартелл. Вместе они планируют посадить Мирцеллу на трон. Когда заговор проваливается, Ариса убивает Арео Хотах.
Во втором сезоне телеадаптации HBO его роль исполнил неизвестный статист.

### Илин Пейн
Сир Илин Пейн занимает пост Королевского Правосудия, то есть палача. До событий сериала король Эйерис II Таргариен приказал своим людям отрезать ему язык. Он является квалифицированным палачом, которому редко требуется повторный удар, чтобы отрубить человеку голову. Илин казнит лорда Старка после его падения. Он служит Джейме спарринг-партнёром в «Пире стервятников».
В телеадаптации HBO его роль исполнил Уилко Джонсон.

### Квиберн
Квиберн является бывшим Мейстером, который потерял цепь за неэтичные эксперименты. Он, по слухам, также занимается некромантией. В «Битве королей» он является членом группы наёмников Бравые Ребята. В «Пире стервятников» он их покидает и едет ко двору в Королевской Гавани. Он убеждает королеву Серсею Ланнистер позволить ему экспериментировать на умирающем Григоре Клигане. Он создаёт для Серсеи непобедимого чемпиона, которого окрестили Робертом Стронгом и сделали рыцарем Королевской гвардии.
В телеадаптации HBO его роль исполнил Антон Лессер.

### Его Воробейшество
Его Воробейшество — глава «воробьёв», религиозного движения, созданного во время Войны пяти королей, и адепт веры в Семерых. Став Верховным Септоном в «Пире стервятников» он арестовывает Маргери Тирелл и Серсею Ланнистер по обвинению в супружеской измене.
В телеадаптации HBO его роль исполнил Джонатан Прайс.

## Другие персонажи

### Кхал Дрого
Кхал Дрого является могущественным кхалом (или военачальником) дотракийского народа, племени всадников, которые кочуют по степи за пределами вольных городов. Он — опытный воин и никогда не был побеждён в бою. В «Игре престолов» Визерис Таргариен и Иллирио Мопатис женят его на Дейенерис Таргариен, чтобы получить его поддержку и воинов для вторжения в Вестерос. Он оказывается добрым, отзывчивым и любящим мужем. После неудачного покушения на жизнь Дейенерис он клянётся вторгнуться в Вестерос, но в последующей битве его ранят. Дейенерис невольно жертвует своим нерождённым сыном, чтобы спасти его с помощью магии крови. Хотя Дрого выживает, он остаётся полностью парализованным и ни на что не реагирующим. Чтобы прекратить подобное существование некогда великого воина, Дейенерис душит его подушкой. Она всходит на его погребальный костёр вместе с тремя яйцами драконов, но остаётся нетронутой огнём, а из яиц вылупляются драконы. Она называет чёрного дракона Дрогоном в его честь.
В телеадаптации HBO его роль исполнил Джейсон Момоа.

### Сирио Форель
Сирио Форель, по собственному утверждению, являлся бывшим первым мечом Браавоса и мастером браавосского стиля боя, известного как «водный плясун». По поручению Эддарда он учит Арью фехтованию, хотя официально называется учителем танцев. По-видимому, был убит людьми Ланнистеров, защищая Арью.
В телеадаптации HBO его роль исполнил Милтос Еролиму.

### Якен Хгар
Якен Хгар — имя, используемое членом братства Безликих, общества убийц, которые поклоняются олицетворению смерти, известному как Многоликий бог. В «Битве королей» его забирают из темниц, чтобы тот присоединился к Ночному Дозору. На пути он встречает Арью Старк, которая освобождает его и двух других заключённых, когда на группу нападают солдаты Ланнистеров. Он соглашается помочь ей освободить северян-заключённых в Харренхолле в обмен на его собственную жизнь. Они уходят и он даёт Арье Старк железную монету, велев показать её любому браавосцу, если ей понадобится помощь, и сказать слова «Валар моргулис». После он оставляет её.
В телеадаптации HBO его роль исполнил Том Влашиха.

### Иллирио Мопатис
Иллирио Мопатис является богатым и влиятельным Магистром Пентоса. Он крупный мужчина, хотя в молодости был сильным наёмником. Мопатис является близким другом Вариса, с которым планирует вернуть дом Таргариенов на трон Семи Королевств. До событий книг у него в доме долгое время жили изгнанники Визерис Таргариен и его сестра Дейенерис. В «Игре престолов» Иллирио устраивает брак между Дейенерис и кхалом Дрого, чтобы купить армию воинов. Однако его план создать армию, чтобы вторгнуться в Вестерос, проваливается после смерти Дрого и Визериса. Он помогает Дейенерис в «Битве королей», послав ей три корабля и замаскированного Барристана Селми. Он также помогает вывезти Тириона Ланнистера из Вестероса в «Танце с драконами» и отправляет его сопровождать Эйегона Таргариена.
В телеадаптации HBO его роль исполнил Роджер Аллам.

### Торос из Мира
Торос является красным жрецом Р’глора из вольного города Мира. До событий первой книги он был отправлен в Королевскую Гавань, чтобы обратить короля Эйериса II Таргариена в свою веру. Ему это не удалось и перед ним стал вопрос веры. Когда Роберт Баратеон стал королём, Торос стал его частым собутыльником. Он является грозным бойцом и известен своим пылающим мечом. В «Игре престолов» он отправляется с Бериком Дондаррионом арестовать Григора Клигана. Когда Дондарриона убивают, Торос случайно воскрешает его при отпевании. В «Буре мечей» они основывают банду преступников под названием Братство без знамён, чтобы остановить набеги на Речные земли. Торосу приходится воскрешать Дондарриона всякий раз, когда он погибает. Когда Бессердечная принимает руководство над братством в «Пире стервятников», он не оспаривает её лидерство, хотя он и не одобряет её мотивы и методы.
В телеадаптации HBO его роль исполнил Пол Кэй.

### Сир Дункан Высокий
Сир Дункан Высокий — легендарный рыцарь и герой нескольких популярных песен и историй. Он является ПОВом в «Повестях о Дунке и Эгге». Изначально он был оруженосцем странствующего межевого рыцаря, однако затем подружился с сыном Мейекара Таргариена Эйегоном (по прозвищу Эгг), с которым он путешествовал по Семи Королевствам, прежде чем Эйегон взошёл на Железный трон как король Эйегон V Таргариен. Дункан был назначен членом его Королевской гвардии, а со временем стал Лордом-командующим. Он погиб вместе со своим королём в пожаре в Летнем замке Таргариенов. По слухам, пожар возник из-за неудачной попытки оживить драконов.

### Гиздар зо Лорак
Гиздар зо Лорак — член гискарского благородного дома из Миэрина. Из-за того, что Сыны Гарпии продолжают причинять неприятности на улицах, Зелёная Благодать советует Дейенерис взять мужа с гискарской кровью, чтобы задобрить миэринцев, и рекомендует Гиздара. После сохранения мира Гиздар женится на Дейенерис. Он пытается получить контроль над Миэрином после исчезновения Дейенерис, но Серый Червь и его Безупречные отказываются повиноваться ему.
В телеадаптации HBO его роль исполнил Джоэл Фрай.

### Йеццан зо Каггац
Йеццан зо Каггац является работорговцем из города Юнкай, который находится на побережье Залива работорговцев, и одним из Мудрых господ, правящей элиты города. Он купил Тириона Ланнистера, Пенни и Джораха Мормонта у работорговцев, и передаёт их своему надсмотрщику Няньке. Йеццан был одним из немногих господ Юнкая, который выступал за мир между Юнкаем и Миэрином. Позже он скончался от «бледной кобылицы» (кровавого поноса), который распространился по армии, осаждающей Миэрин. Это дало возможность некоторым из его рабов сбежать.
В телеадаптации HBO его роль исполнил Энцо Чиленти.

### Тихо Несторис
Тихо Несторис — представитель Железного банка Браавоса. Тихо направляется к Стене вести переговоры об оплате долга Железного трона с королём Станнисом Баратеоном. Джон Сноу ведёт с ним переговоры, чтобы использовать его корабли для плавания, а также насчёт кредита для приобретения продуктов питания на зиму. Ночной Дозор предоставляет ему проводников, чтобы тот смог добраться до Станниса, который покинул Чёрный замок.
Несторис в итоге достигает армии Станниса, найдя по пути Теона Грейджоя и Джейни Пуль, сбежавших от Болтонов.
В телеадаптации HBO его роль исполнил Марк Гэтисс.

### Женщина-призрак
Женщина-призрак является жрицей Многоликого бога в Чёрно-белом доме. Она выглядит юной девушкой, однако ей уже 36 лет. Женщине-призраку поручается учить Арью языку Браавоса и тому, как распознать ложь. Женщина-призрак вручает Арье тёплое молоко по распоряжению Доброго человека.
В телеадаптации HBO её роль исполнила Фэй Марсей.

### Септон Мерибальд
В книге «Пире стервятников» сопровождал Бриенну Тарт и Подрика Пейна в Речных Землях.

### Старший Брат
В книге «Пир стервятников» сообщил Бриенне Тарт, что Сандор Клиган умер (хотя, возможно, говорил метафорически).

### Септа Юнелла
Септа Юнелла является одной из Праведных, правящего Совета веры в Семерых. В «Пире стервятников» Юнелла является септой, которая убеждает Серсею Ланнистер признать свои преступления.
В телеадаптации HBO её роль исполнила Ханна Уэддингем.

### Первоисточники
1. 1 2 3 4 5 6 7 8 9 10 11 12 13 14 15  Игра престолов, 2007, Приложение.
2. ↑  Битва королей, 2006, Глава 28: Бран IV.
3. 1 2 3  Битва королей, 2006, Глава 69: Бран VII.
4. 1 2  Танец с драконами, 2012, Глава 29: Давос IV.
5. 1 2  Игра престолов, 2007, Глава 22: Арья II.
6. 1 2 3  Игра престолов, 2007, Глава 4: Эддард I.
7. ↑  Игра престолов, 2007, Глава 37: Бран V.
8. 1 2 3  Игра престолов, 2007, Глава 53: Бран VI.
9. ↑  Битва королей, 2006, Глава 16: Бран II.
10. ↑  Игра престолов, 2007, Глава 7: Арья I.
11. ↑  Танец с драконами, 2012, Глава 37: Принц Винтерфелла.
12. ↑  Буря мечей, 2008, Глава 72: Джейме IX.
13. 1 2  Танец с драконами, 2012, Глава 20: Вонючка II.
14. 1 2  Танец с драконами, 2012, Глава 31: Мелисандра I.
15. ↑  Танец с драконами, 2012, Глава 51: Теон I.
16. 1 2 3 4 5 6  Игра престолов, 2007, Глава 3: Дейенерис I.
17. ↑  Игра престолов, 2007, Глава 12: Эддард II.
18. ↑  Игра престолов, 2007, Глава 2: Кейтилин I.
19. ↑  Буря мечей, 2008, Глава 2: Кейтилин I.
20. ↑  Игра престолов, 2007, Глава 45: Эддард XII.
21. 1 2  Буря мечей, 2008, Глава 80: Санса VII.
22. 1 2 3  Игра престолов, 2007, Глава 40: Кейтилин VII.
23. ↑  Пир стервятников, 2007, Глава 10: Санса I.
24. ↑  Игра престолов, 2007, Глава 34: Кейтилин VI.
25. ↑  Игра престолов, 2007, Глава 43: Эддард XI.
26. ↑  Игра престолов, 2007, Глава 62: Тирион VIII.
27. ↑  Битва королей, 2006, Глава 61: Тирион XIV.
28. ↑  Буря мечей, 2008, Глава 38: Тирион V.
29. ↑  Буря мечей, 2008, Глава 66: Тирион IX.
30. ↑  Пир стервятников, 2007, Глава 14: Бриенна III.
31. ↑  Пир стервятников, 2007, Глава 20: Бриенна IV.
32. 1 2  Битва королей, 2006, Пролог.
33. ↑  Буря мечей, 2008, Глава 5: Давос I.
34. ↑  Буря мечей, 2008, Глава 10: Давос II.
35. ↑  Буря мечей, 2008, Глава 25: Давос III.
36. 1 2  Буря мечей, 2008, Глава 36: Давос IV.
37. ↑  Буря мечей, 2008, Глава 63: Давос VI.
38. ↑  Танец с драконами, 2012, Глава 9: Давос I.
39. ↑  Танец с драконами, 2012, Глава 19: Давос III.
40. ↑  Битва королей, 2006, Глава 11: Теон I.
41. ↑  Буря мечей, 2008, Глава 45: Кейтилин V.
42. ↑  Танец с драконами, 2012, Глава 26: Своенравная невеста.
43. ↑  Пир стервятников, 2007, Приложение.
44. ↑  Пир стервятников, 2007, Глава 1: Пророк.
45. ↑  Танец с драконами, 2012, Глава 59: Отвергнутый рыцарь.
46. ↑  Танец с драконами, 2012, Глава 43: Дейенерис VII.
47. ↑  Танец с драконами, 2012, Глава 68: Укротитель драконов.
48. 1 2  Танец с драконами, 2012, Глава 70: Десница королевы.
49. ↑  Буря мечей, 2008, Глава 68: Санса VI.
50. 1 2  Игра престолов, 2007, Глава 48: Джон VI.
51. 1 2  Игра престолов, 2007, Глава 60: Джон VIII.
52. 1 2  Игра престолов, 2007, Глава 1: Бран I.
53. ↑  Игра престолов, 2007, Глава 6: Кейтилин II.
54. ↑  Игра престолов, 2007, Глава 13: Тирион II.
55. 1 2  Игра престолов, 2007, Глава 19: Джон III.
56. 1 2  Буря мечей, 2008, Глава 15: Джон II.
57. ↑  Игра престолов, 2007, Глава 41: Джон V.
58. ↑  Танец с драконами, 2012, Глава 17: Джон IV.
59. ↑  Игра престолов, 2007, Глава 52: Джон VII.
60. ↑  Буря мечей, 2008, Глава 33: Сэмвелл III.
61. ↑  Битва королей, 2006, Глава 53: Джон VII.
62. ↑  Буря мечей, 2008, Глава 69: Джон IX.
63. ↑  Буря мечей, 2008, Глава 73: Джон X.
64. ↑  Танец с драконами, 2012, Эпилог.
65. ↑  Пир стервятников, 2007, Глава 13: Падший рыцарь.
66. ↑  Пир стервятников, 2007, Глава 21: Создатель королев.
67. ↑  Игра престолов, 2007, Глава 50: Арья IV.
68. 1 2  Танец с драконами, 2012, Глава 5: Тирион II.
69. ↑  Танец с драконами, 2012, Глава 3: Дейенерис I.
70. ↑  Танец с драконами, 2012, Глава 1: Тирион I.